# Хенри Съсекски
Хенри Чарлз Албърт Дейвид (на английски: Henry Charles Albert David), известен и като принц Хари, е член на британското кралско семейство. Той е по-малкият син на крал Чарлз III и първата му съпруга Даяна, принцеса на Уелс. Към септември 2022 г. е пети в линията за наследяване на британския престол. Той е херцог на Съсекс, граф на Дъмбартън и барон Килкил. 
Хари получава образование в училище „Уедърби“ (Лондон), училище „Лъдгроув“ (Барнет) и Колеж „Итън“ (Итън, Бъркшър). След колежа прекарва непълна година в Австралия и Лесото, след което преминава офицерско обучение в Кралска военна академия „Сандхърст“ (Бъркшър). Той е назначен за корнет (втори лейтенант) в конен полк „Блус и Роялс“, като служи временно с брат си Уилям и завършва обучението си като командир на отряд. През 2007–2008 г. служи за повече от десет седмици в провинция Хелманд, Афганистан. Завръща се в Афганистан за 20-седмично разполагане през 2012–2013 г. с Армейския въздушен корпус. През юни 2015 г. се уволнява от армията.
Хари стартира игрите „Инвиктъс“ през 2014 г. – международно мултиспортно събитие за ранени, ранени и болни военнослужещи и жени, както служещи, така и ветерани, и остава патрон на фондацията им. Той също така дава патронажа си и на няколко други организации, включително „Тръст HALO“ и „Ходейки с ранените“. За да насърчи хората да говорят за проблемите с психичното си здраве, през април 2016 г. Хари, заедно с Херцога и Херцогинята на Кеймбридж, инициира кампанията за осведоменост за психичното здраве „Глави заедно“.
През 2018 г. Хари става херцог на Съсекс преди сватбата си с американската актриса Меган Маркъл. Имат две деца: Арчи и Лилибет Маунтбатън-Уиндзор. През януари 2020 г. те се оттеглят като старши членове на кралското семейство и се местят в Южна Калифорния. През октомври 2020 г. двамата стартират Арчуел Инк. – американска обществена организация, която се фокусира върху нестопански дейности и творчески медийни начинания. Заедно със съпругата си Хари дават популярно интервю на Опра Уинфри през март 2021 г., с което двойката продуцира документалната поредица за психично здраве „Мен, когото не можеш да видиш“ (The Me You Can't See).

## Начални години
Принц Хари е роден на 15 септември 1984 г. в 16:20 часа в болницата „Сейнт Мери“ в лондонския квартал Падингтън, като второ дете на Принца на Уелс (бъдещ крал Чарлз III) и първата му съпруга Даяна, принцеса на Уелс. Кръстен е Хенри Чарлз Албърт Дейвид от архиепископа на Кентърбъри Робърт Рънси в параклиса „Сейнт Джордж“ на замъка Уиндзор. Има шест кръстници. Докато расте, е наричан „Хари“ от семейството, приятелите и обществеността. 
Хари и по-големият му брат Уилям са отгледани в двореца Кенсингтън в Лондон и в Хайгроув Хаус в Глостършър. Лейди Даяна иска той и брат му да имат по-широк набор от преживявания и по-добро разбиране на обикновения живот от предишните кралски деца. Тя ги води на места, вариращи от Дисни Уърлд и Макдоналдс до клиники за болни от СПИН и приюти за бездомни. Хари започва да придружава родителите си на официални посещения в ранна възраст; първото му задгранична обиколка е с родителите му в Италия през 1985 г. Той също така пътува със семейството си до Канада през 1991 г. и 1998 г.
Родителите на Хари се развеждат през август 1996 г. Майка му загива в автомобилна катастрофа в Париж на следващата година. По това време Хари и Уилям са с баща си в замъка Балморал и принцът на Уелс казва на синовете си за смъртта на майка им на следващия ден. На погребението на майка си 12-годишният Хари придружава баща си, брат си, дядо си по бащина линия и чичо си по майчина линия Чарлз Спенсър, 9-и граф Спенсър, след погребалния кортеж от двореца Кенсингтън до Уестминстърското абатство.
- Чарлз III (1948) - баща
- Лейди Даяна Спенсър (1961 –  1997) – майка
- кралица Елизабет II (1926 – 2022) – баба по бащина линия
- херцог Филип (1921 – 2021) - дядо по бащина линия
- принц Уилям (1982) – брат

## Образование
Подобно на баща си и брат си Хари учи в частни училища. Започва в прочутата сред заможните слоеве на обществото детска градина на г-жа Джейн Майнърс в Лондон, а в предучилищна възраст учи в Училище „Уедърби“. След това той посещава Училище „Лъдгроув“ (Барнет). След като полага приемни изпити, е приет в елитния Колеж „Итън“ (Бъркшър). Решението Хари да учи в Итън противоречи на практиката на Маунтбатън-Уиндзор да изпращат децата си в Училище „Гордънстаун“ (Мъри), където са учили неговите дядо, баща, двама чичовци и двама братовчеди. Така обаче Хари следва стъпките на по-големия си брат Уилям и на семейство Спенсър, тъй като и бащата, и братът на майка му са учили в Итън. Както в случая с брат му кралското семейство и таблоидната преса се уговарят на Хари да бъде позволено да учи без намеса на медиите в замяна на възможности за снимки от време на време в онова, което става известно като „споразумение за тенджерата под налягане".
През юни 2003 г. Хари завършва образованието си в Итън с две A-нива (матура, полагана от британските ученици в последните две години от гимназията), като постига оценки B по изкуство и D по география, след като решава да се откаже от историята на изкуството след ниво AS. Той е описван като „спортист от най-високо ниво“, играе състезателно поло и ръгби. Една от бившите му учителки, Сара Форсайт, твърди, че той е бил слаб ученик и че персоналът в Итън е заговорничил да му помага да мами на изпитите. Итън и Хари отричат твърденията.  Въпреки че съдът не се произнася по твърдението за измама, той приема, че принцът е получил помощ при подготовката на своя „експресивен“ проект за A-нивата, които е трябвало да премине, за да си осигури мястото в Кралската военна академия „Сандхърст“.  Докато учи в колежа, Хари се присъединява към младежката организация на Обединените кадетски сили и става офицер кадет през последната си година, като ръководи годишния парад на корпуса.
След завършване на колежа Хари си взима свободна година, част от която прекарва в Австралия в ролята на джакару, т.е. на мъж, който работи в ранчо за овце или говеда, за да придобие практически опит в уменията, необходими, за да стане собственик, надзирател, мениджър и т.н. Той взима участие и в мача Млада Англия срещу Млада Австралия Поло Тест. Той също така пътува до Лесото, където работи с деца сираци и продуцира документалния филм „Забравеното кралство“ (The Forgotten Kingdom).

## Военна кариера

### Кралска военна академия „Сандхърст“, конен полк „Блус и Роялс“ и разполагане в Афганистан
Хари постъпва в Кралската военна академия „Сандхърст“ на 8 май 2005 г., където е известен като „Офицер кадет Уелс“, и се присъединява към кампания Аламейн. През април 2006 г. завършва офицерското си обучение и е назначен като корнет (втори лейтенант) в Блус и Роялс – полк от Дворцовата кавалерия на британската армия. На 13 април 2008 г., когато достига две години старшинство, е повишен в лейтенант.
През 2006 г. е обявено, че единицата на Хари трябва да бъде разположена в Ирак през следващата година. Следва обществен дебат дали да служи там. През април 2006 г. Министерството на отбраната обявява, че Хари ще бъде защитен от фронтовата линия, ако неговият отряд бъде изпратен на война, като говорителка заявява, че от него се очаква „да предприеме най-пълния набор от разполагания“, но ролята му трябва да бъде наблюдавана, тъй като „явното му присъствие може да привлече допълнително внимание“, което би изложило на риск него или тези, които командва. Министърът на отбраната Джон Рийд казва, че трябва да му бъде позволено да служи на предната линия в бойните зони. Хари се съгласява, казвайки: „Ако те кажат „не, не можеш да отидеш на първа линия“, тогава не бих замъкнал съжаляващия си задник в Сандхърст и няма да съм там, където съм сега.“ Министерството на отбраната и Кларънс Хаус правят съвместно изявление на 22 февруари 2007 г., че Хари ще бъде изпратен със своя полк в Ирак като част от 1-ва механизирана бригада на 3-та механизирана дивизия – ход, подкрепян от Хари, който заявява, че ще напусне армията, ако му бъде наредено да остане в безопасност, докато неговият полк тръгва на война.
Началникът на британската армия по това време генерал Ричард Данат казва на 30 април 2007 г., че той лично е решил Хари да служи с неговата част в Ирак като военен командир и той е планиран за разполагане през май или юни 2007 г. за патрулиране в провинция Майсан. На 16 май обаче Данат обявява, че Хари няма да служи в Ирак. Опасенията са, че Хари е ценна мишена (тъй като към него вече са отправени заплахи от различни групировки) и опасностите, пред които биха се изправили войниците около него, ако бъде направен опит за покушение на живота му или ако бъде заловен. Кларънс Хаус обявява публично разочарованието на Хари от решението, въпреки че той казва, че ще го спази.
В началото на юни 2007 г. е съобщено, че Хари е пристигнал в Канада, за да тренира заедно с войници от канадските сили и британската армия в база CFB Съфийлд близо до Медисин Хет, Албърта. Обявено е, че това е подготовка за служба в Афганистан, където канадски и британски сили участват в ръководената от НАТО война в Афганистан. Това е потвърдено през февруари следващата година, когато Британското министерство на отбраната разкрива, че Хари е бил разположен тайно като преден въздушен ръководител в провинция Хелманд в Афганистан в предходните десет седмици. Разкритието идва след като медиите, по-специално немският вестник „Билд“ и австралийското списание „Ню айдия“ нарушават информационното затъмнение. Хари веднага е изтеглен поради опасения, че медийното отразяване ще застраши сигурността му и сигурността на колегите му. По-късно е съобщено, че Хари е помогнал на войските на гурките да отблъснат нападение на талибански бунтовници и е изпълнявал патрулни задължения във враждебни райони, докато е бил в Афганистан.
Неговата обиколка прави Хари първият член на британското кралско семейство, служил във военна зона след чичо му, принц Андрю, който лети с хеликоптери по време на Фолкландската война. За службата му леля му, кралската ринцеса Ан, му връчва Медал за оперативна служба за Афганистан в казармата Комбърмиър през май 2008 г.

### Армейски въздушен корпус и втора мисия в Афганистан
През октомври 2008 г. е обявено, че Хари ще последва своя брат, баща и чичо си, за да се научи да управлява военни хеликоптери. Той посещава Летателната школа за отбранителни хеликоптери в база RAF Шоубъри (Шропшър), където се присъединява към брат си Уилям. Принц Чарлз му връчва значка за завършване на 7 май 2010 г. на церемония в базата на военновъздушния корпус (AAC) в село Мидъл Уолоп в Хампшър. На 14 април 2011 г. Хари получава и своята значка Апачи. На 16 април 2011 г. е обявено, че е повишен в чин „капитан“. През юни 2011 г. Кларънс Хаус обявява, че Хари ще бъде на разположение за мисии в Афганистан като пилот на хеликоптер Апачи. Окончателното решение е на висшите командири на Министерството на отбраната, включително главно на Началник-щаба на отбраната след консултации с желанията на Хари, Принца на Уелс и кралица Елизабет II. През октомври той е прехвърлен в американска военна база в Калифорния, за да завърши обучението си като пилот на боен хеликоптер. Тази последна фаза включва стрелба на живо и полево обучение във военноморските и военновъздушните сили в Калифорния и Аризона. През същия месец е съобщено, че Хари е бил най-добрият в класа си в обширното обучение, проведено във Военноморската въздушна база в Ел Сентро, Калифорния. Докато тренира в Южна Калифорния, той посещава Сан Диего. През ноември 2011 г. Хари се завръща в Англия. Той отива на летище Уотишам в Съфолк в източната част на Англия, за да завърши обучението си за пилотиране на хеликоптери Апачи.
На 7 септември 2012 г. Хари пристига в лагер Бастион (днешен Камп Шорабак) в Южен Афганистан като част от 100-членна ескадрила 662, 3-ти полк на Армейския въздушен корпус, за да започне 4-месечна бойна служба като втори пилот и стрелец на хеликоптер Апачи. На 10 септември, няколко дни след пристигането му, е съобщено, че талибаните са отправили заплахи за живота му. Говорителят на талибаните казва пред Ройтерс: „Използваме всичките си сили, за да се отървем от него или чрез убийство, или чрез отвличане.“ Той добавя: „Информирахме нашите командири в Хелманд да направят каквото могат, за да го елиминират“. На 18 септември 2012 г. е съобщено, че Хари е бил преместен на безопасно място след атака на талибаните срещу база Камп Бастион, в която са убити двама американски морски пехотинци. Министърът на отбраната Филип Хамънд заявява, че са въведени допълнителни мерки за сигурност, тъй като Хари е потенциална мишена, но добавя, че той ще бъде изправен пред същия риск като всеки друг пилот на Апачи, докато е в битка. На 21 януари 2013 г. е обявено, че Хари се завръща от 20-седмична мисия в Афганистан. На 8 юли 2013 г. Министерството на отбраната обявява, че той вече има квалификация като командир на Апачи. Хари сравнява работата с оръжейните системи на Апачи в Афганистан с видео игри. Той също признава, че е убивал бунтовници със своя хеликоптер Апачи, но добавя, че „ние стреляме, когато трябва, отнемаме живот, за да спасим живот, но по същество сме по-скоро възпиращ фактор отколкото нещо друго".

### Щаб на Лондонския район и игри „Инвиктъс“
На 17 януари 2014 г. Министерството на отбраната обявява, че Хари е завършил службата си към 3-ти полк на Армейския въздушен корпус и ще поеме ролята на щабен офицер за отбранителната дейност в Щаба на Лондонския район. Неговите отговорности ще включват подпомагане на координирането на значими проекти и възпоменателни събития, включващи армията в Лондон. Той е базиран в Конната гвардия в Централен Лондон.
На 6 март 2014 г. Хари стартира игрите „Инвиктъс“ (Invictus Games) – спортно събитие в параолимпийски стил за ранени военнослужещи и жени, което се провежда на 10-14 септември 2014 г. Той се среща с британските кандидати за игрите в Тедуърт Хаус в Уилтшър за началото на процеса на подбор на 29 април 2014 г. На 15 май 2014 г. Хари присъства на старта на продажбата на билети за игрите в Би Ти Тауър, откъдето туитва в официалния Туитър акаунт на игрите като техен президент. За да популяризира игрите, той е интервюиран от Крис Евънс от Би Би Си 2 заедно с двама кандидати за тях. Той казва: „[Игрите] са основно моята работа на пълен работен ден в момента, за да се уверя, че ще успеем.” Предаването е излъчено на 31 юли 2014 г. По-късно Хари  пише статия във в. „Съндей Таймс“ за преживяванията си в Афганистан: как са го вдъхновили да помага на ранени хора и как след пътуването си за подобно събитие в САЩ (Уориър Геймс) той се заклева да създаде игрите „Инвиктъс“. Хари и служители присъстват на обявяването на екипа на британските въоръжени сили за игрите в лондонския парк „Потър Фийлдс“ през август 2014 г. Като президент на игрите той присъства на всички събития, свързани с тях, от 8 до 14 септември 2014 г. За случая е създаден и хумористичен клип с участието на кралица Елизабет II и Барак и Мишел Обама.
През януари 2015 г. е съобщено, че Хари ще поеме нова роля в подкрепа на ранения обслужващ персонал, като работи заедно с членове на Отдела за лично възстановяване на Лондонския окръг за схемата на Министерството на отбраната за възстановяване на отбраната, за да гарантира, че раненият персонал има адекватни планове за възстановяване. Дворецът потвърждава седмици по-късно, че схемата е създадена в партньорство с Помощ за героите (Help for Heroes) и Кралския британски легион. В края на януари 2015 г. Хари посещава Бетъл Блек Сентър, създаден от Кралския британски легион, и Фишър Хаус UK в болницата „Кралица Елизабет“ в Бирмингам. Партньорство между Помощ за героите, Фондация „Фишър Хаус“ и благотворителната организация „Болница „Кралица Елизабет“ Бирмингам“ (QEHB) създава центъра. Фондацията е един от спонсорите на игрите „Инвиктъс“. През февруари и март 2015 г. Хари посещава Финикс Хаус в Катерик Гарисън, Северен Йоркшър – център за възстановяване, управляван от „Помощ за героите“. Той също така посещава казармата Мервил в Колчестър, където се намира центърът за възстановяване на персонала „Шавас VC Хаус“, управляван от „Помощ за героите“ в партньорство с Министерството на отбраната и Кралския британски легион.

### Командироване в Австралийските отбранителни сили
На 17 март 2015 г. дворецът Кенсингтън обявява, че Хари ще напусне въоръжените сили през юни. Преди това той прекарва четири седмици през април и май в армейските казарми в Дарвин, Пърт и Сидни, докато е командирован в Австралийските отбранителни сили (ADF). След като напуска армията, докато обмисля бъдещето си, той се завръща като доброволец в Министерството на отбраната, като подкрепя офицери в програмата на министерството за възстановяване. Той работи както с тези, които администрират, така и с тези, които получават физически и психически грижи в района на Лондонския окръг.
На 6 април 2015 г. Хари се явява на служба при началника на отбранителните сили на Австралия, Главен авиационен маршал Марк Бинскин, в Кралския военен колеж „Дънтроун“ в Канбера, Австралия. Хари лети за Дарвин по-късно същия ден, за да започне едномесечната си командировка в Първа бригада на ADF. Посещението му включва отряди на полка NORFORCE, както и на авиационната част. Докато е в Пърт, той се обучава със Специален въздушен полк (SASR), участвайки в курса за подбор на SASR, включително фитнес тест и сесия по физическо обучение с кандидати за подбор на SASR. Той също се присъединява към членовете на SASR в Пърт за упражнения по стрелба с многобройни оръжия на специалните части на различни дистанции. Хари завършва тренировъчно упражнение за вкарване с помощта на надуваема лодка с твърд корпус. В Сидни той преминава обучение за градски операции с Втори командоски полк. Обучителните дейности включват дистанционно взривяване на самоделно взривно устройство (IED) и спускане с въже от сграда. Той също така прекарва известно време в полет над Сидни като втори пилот на армейски хеликоптер Блек Хоук и участва в обучение за борба с тероризма в пристанището на Сидни с водолази от Кралския австралийски флот.
Службата на Хари към Австралийската армия приключва на 8 май 2015 г. и на 19 юни 2015 г. той подава оставка от краткосрочната си служба.

### Следвоенна служба
Хари описва своите 10 години в армията като най-щастливите моменти в живота си. След напускането на армията той е тясно свързан с въоръжените сили чрез игрите „Инвиктъс“, почетните военни звания и други официални ангажименти. На 19 декември 2017 г. той наследява дядо си принц Филип като генерал-капитан на Кралската морска пехота. През май 2018 г. е повишен с военните звания „лейтенант-командир“ на Кралския флот, майор от Британската армия и командир на ескадрила на Кралските военновъздушни сили.
На 18 януари 2020 г. Бъкингамският дворец обявява, че е постигнато споразумение Хари „да се оттегли от кралските задължения, включително официалните военни назначения“. През февруари 2021 г. Дворецът потвърждава, че херцогът ще се откаже от позицията си на генерален капитан на Кралската морска пехота и ще върне всички други почетни военни назначения.

## Личен живот
Личният живот на двамата принцове Уилям и Хари е обект на многобройни спекулации, в резултат на тяхната популярност на острова и по света. 

### Ергенски години
За личния живот и романтичните връзки на принц Хари е известно много.  
Първата му официална приятелка е Лаура Джерард Лий, с която излиза по време на следването си в Колежа „Итън“.
Челси Дейви, студентка по счетоводство в университета в Кейптаун и дъщеря на зимбабвийския бизнесмен Чарлз Дейви, базиран в Република Южна Африка, е посочена като приятелка на Хари в интервю, направено за неговия 21-ви рожден ден през 2005 г. През 2006 г. над мултимилионера Дейви, собственик на компания-организатор на сафарита, надвисва заплаха от арест, след като е разследван за незаконна търговия с валута и е установено, че паричното му състояние и имуществото му са придобити поради близки отношения с Робърт Мугабе по време на един от най-жестоките политически режими в Южна Африка. Челси пристига в Англия през 2007 г. Дипломира се като юристка в Университета в Лийдс и получава предложения за работа, но през лятото на 2010 г. се завръща в Южна Африка. Тя присъства на церемонията по дипломирането на Хари през май 2007 г., когато той получава значката със своите летящи крила от баща си. Дейви е до Хари, когато той получава своя медал за оперативна служба за Афганистан през май 2008 г. В началото на 2009 г. е съобщено, че двойката се е разделила след връзка, продължила пет години.
През май 2012 г. първата братовчедка на Хари, принцеса Юджини Йоркска, го запознава с Кресида Бонас, актриса и модел, която е внучка на Едуард Кързън, 6-и граф Хоу. На 30 април 2014 г. е съобщено, че двойката се е разделила приятелски.
И Деви, и Бонас присъстват на сватбата на Хари с Меган Маркъл през 2018 г.

### Брак и потомство
През юли 2016 г. принц Хари започва връзка с разведената американска актриса Меган Маркъл. През ноември принцът нарежда на своя секретар по комуникациите да публикува изявление от негово име, за да изрази личната си загриженост относно унизителните и неверни коментари, направени за приятелката му от масмедиите и интернет троловете. През септември 2017 г. принц Хари и Маркъл за първи път се появяват заедно публично на игрите „Инвиктъс“ в Торонто. Техният годеж е обявен на 27 ноември 2017 г. от бащата на Хари, принц Чарлз.  Съобщението предизвиква като цяло положителни коментари относно наличието на лице от смесена раса като член на кралското семейство, особено по отношение на страните от Британската общност с население от смесено или местно потекло.
На 19 май 2018 г. се провежда брачната им церемония в параклис „Сейнт Джордж“ на замъка Уиндзор. През 2021 г. двойката разкрива в телевизионно интервю пред Опра Уинфри, че 3 дена по-рано е имало лична размяна на обети с Архиепископа на Кентърбъри в тяхната градина, което обаче не е било официален религиозен или законно признат брак. Съобщава се, че е било предварително договорено излишните средства, генерирани от излъчването по Би Би Си на сватбената церемония, да отидат за благотворителна организация, избрана от младоженците. През април 2020 г. „Да нахраниш Британия“, която предоставя хранителни пакети на семейства в бедност, е номинирана да получи 90 хил. паунда от Би Би Си.
Херцогът и херцогинята на Съсекс първоначално живеят в Нотингам Котидж в Лондон, на територията на двореца Кенсингтън. След това се местят във Фрогмор Котидж в Хоум Парк на замъка Уиндзор. Краун Истейт ремонтира вилата на цена от 2,4 млн. паунда, изплатени от суверенната безвъзмездна помощ, като херцогът по-късно възстановява разходите извън възстановяването и обикновената поддръжка.
На 6 май 2019 г. се ражда синът им Арчи Маунтбатън-Уиндзор. Техният офис е преместен в Бъкингамския дворец и е официално затворен на 31 март 2020 г.
През януари 2020 г. херцогът и херцогинята обявяват, че се оттеглят от ролята си на старши членове на кралското семейство и ще балансират времето си между Обединеното кралство и Северна Америка. Изявление, публикувано от двореца, потвърждава, че херцогът и херцогинята трябва да станат финансово независими и да престанат да представляват кралицата.
След няколко месеца в Канада и Съединените щати двойката купува къща през юни 2020 г. в бившето имение на Ривън Рок в Монтесито, Калифорния, където притежават кокошарник с кокошки, спасени от фабрична ферма. На 4 юни 2021 г. се ражда дъщеря им Лилибет Маунтбатън-Уиндзор.
Херцогът и херцогинята притежават съответно лабрадор на име Пула и две гончета на име Гай и Мама Миа.
Хари е кръстник на пет или шест деца, включително дъщерите на майор Никълъс ван Кутсем (син на Хю ван Кутсем ) и Джейк Уорън, кръщелник на майка му, чийто баща е мениджър на конните надбягвания на кралицата. Той става кръстник на първородната дъщеря на Чарли ван Страубензее през май 2020 г.

## Финанси
Към момента на обявяването на решението на Хари и Меган да се оттеглят като старши членове на кралското семейство през 2020 г. (т. нар. „Мегзит“), 95% от доходите на двойката произлизат от 2,3-те млн. лири стерлинги, давани им от бащата на Хари, Чарлз, като част от доходите му от Херцогство Корнуол.
Хари и брат му Уилям наследяват по-голямата част от 12,9-те милиона лири стерлинги, оставени от майка им Даяна на 30-ите им рождени дни – цифра, която нараства след нейната смърт през 1997 г. до 10 млн. лири за всеки през 2014 г. През 2002 г. в. „Таймс“ съобщава, че Хари също ще сподели с брат си плащане от 4,9 млн. лири от доверителни фондове, създадени от тяхната прабаба Елизабет Боуз-Лайън (кралицата майка), на съответните им 21-ви рождени дни и 8 млн. лири на 40-ите им рождени дни. Съобщено е, че Хари ще наследи по-голямата част от парите, оставени от кралицата майка за двамата братя, тъй като Уилям трябва да се изкачи на трона, което ще му донесе повече финансови ползи. Личното богатство на Хари е оценено на 30 млн. лири от в. „Дейли Телеграф“ през 2020 г.
През 2014 г. Хари и Уилям наследяват сватбената рокля на майка си заедно с много други нейни лични вещи, включително рокли, диамантени тиари, бижута, писма и картини. Братята също така получават оригиналния текст и партитурата на песента Candle in the Wind на Бърни Топин и Елтън Джон, изпълнени от Елтън Джон на погребението на Даяна.

## Здраве
През ноември 2000 г. принц Хари чупи палеца си, докато играе футбол в Колежа „Итън“ и претърпява лека операция.
През 2002 г. е съобщено, че, подтикван от баща си Чарлз, Хари посещава отделение за рехабилитация на наркомани, за да разговаря с наркозависими, след като се разбира, че е пушил канабис и е пиел в името на баща си Хайгроув Хаус и в местен пъб през лятото на 2001 г. 
През 2017 г. Хари признава, че с подкрепата на брат си е потърсил терапия за скърбящи години след смъртта на майка им, заявявайки: „Всичко опира до времето. И за мен лично брат ми, знаете ли, благословен да е, беше огромна подкрепа за мен. Той продължаваше да казва, че това не е правилно, това не е нормално, трябва да говориш с [някого] за нещата, това е OK." Хари добавя, че се е борил с агресия, страдал е от тревожност по време на кралските ангажименти и е бил много близо до пълен срив в много случаи. По-късно добавя, че е възприел бокса като начин за справяне с психическия стрес и за изпускане на агресията. В своя документален телевизионен филм за психичното здраве „Мен, когото не можеш да видиш“ (The Me You Can't See), чиято премиера е през 2021 г., той добавя, че е преминал четири години терапия, за да се справи с проблемите си с психичното си здраве след насърчаване от бъдещата му съпруга Меган Маркъл, докато са се срещали. Той също така споменава, че е страдал от панически пристъпи и тежка тревожност в края на 20-те си години, и тежкото натоварване от официалните посещения и функции в крайна сметка са го довели до бърнаут. Освен това той заявява, че е имал желание да пие и да взима наркотици, добавяйки, че обикновено не пие от понеделник до петък, но вероятно в петък или събота вечер ще изпие количеството за седмица, за да му помогне да се справи с проблеми си. През 2021 г. американската журналистка Кейти Курик разказва за среща с Хари в мемоарите си и твърди, че по време на интервюто си с него през 2012 г. в Белиз за отбелязване на Диамантения юбилей на кралица Елизабет II той мирише на цигари и алкохол, които сякаш „се излъчват от всяка пора“ на негово тяло. В епизод на американския седмичен подкаст за „бъркотията на човешкия ум“, Armchair Expert, Хари приписва проблемите си с психичното си здраве на неефективния стил на родителство на предишните поколения и на генетичната болка и страдание, предавани в семейството му, добавяйки, че проблемите му произтичат от „болката или страданието, от които може би моят баща или моите родители са страдали". В стрийминга на живо за Бетърап от февруари 2022 г. Хари заявява, че медитира редовно, за да поддържа психичното си здраве.

## Политически възгледи
Членовете на британското кралско семейство са политически неутрални по конвенция. През септември 2020 г. обаче Хари и съпругата му пускат видеоклип, в който се обръщат към американските гласоподаватели да „отхвърлят речта на омразата, дезинформацията и онлайн негативността“ на президентските избори в Съединените щати през 2020 г., което е възприето от някои като имплицитно одобрение на Джо Байдън.
Хари е обект на шега от руското комедийно дуо Вован и Лексус, които се представят като шведската екологична активистка Грета Тунберг и нейния баща по време на два телефонни разговори в навечерието на Нова година и на 22 януари 2020 г. По време на разговорите Хари описва решението си да напусне монархията като нелесно и критикува позицията на Доналд Тръмп относно климатичните промени и подкрепата му за въгледобива.
Хари се идентифицира като феминист. Като част от интервю с Глория Стейнем през август 2020 г. той е цитиран да казва: „Знаеш, че и аз съм феминист, нали, Глория? За мен е наистина важно да знаеш това."
През май 2021 г. Хари е гост в подкаста Armchair Expert на Декс Шепард и Моника Падман, по време на който той говори за свободата на словото и законите, свързани с нея в Съединените щати, заявявайки „Има толкова много за казване относно Първата поправка, както я разбирам аз, но това е лудост." Той добавя, че това е огромна тема и такава, която той не разбира, подчертавайки, че човек може да се възползва или използва да използва това, което не е казано, вместо да поддържа казаното. Коментарите са посрещнати с обратна реакция от страна на консервативни американци и британци, което кара фигури като Тед Крус, Дан Креншоу, Найджъл Фараж, Кандис Оуенс, Джак Пособиец и Лора Инграхам да го разкритикуват публично.
През ноември 2021 г. в панела на сп. Wired – Re'Wired Хари твърди, че ден преди атаката на Капитолия на 6 януари той е изпратил имейл до Джак Дорси – главен изпълнителен директор на Туитър, в който е предупредил за потенциални граждански вълнения, но не е получил отговор. Той добавя, че той и Меган вече не са в социалните медии и ще ги избягват, „докато нещата се променят“.
Също през ноември 2021 г. консервативният политик и депутат Джони Мърсър, който ръководи усилията за премахване на визовите такси за родените в чужбина британски ветерани и техните семейства, обявява в Камарата на общините, че Херцогът на Съсекс подкрепя тяхното предложение и го разглежда като морално правилно, а не като политическа намеса.
През юни 2022 г. в интервю с Джесика Йелин за сп. „Вог“ Меган описва реакцията на Хари на решението на Върховния съд на САЩ, че абортът не е защитено конституционно право, като неприятна. По-късно Хари осъжда решението като отмяна на конституционните права в обръщението си към ООН на Деня на Мандела през юли 2022 г. Помощник-съдията от Върховния съд Самуел Алито, написал решението на мнозинството по делото, критикува в своя реч чуждестранните личности, включително и Хари, за техните коментари относно американския закон.

## Обществен живот
На 21-годишна възраст Хари става Държавен съветник. Държавните съветници са висши членове на Британското кралско семейство, на които монархът може да делегира и отменя кралските функции чрез патентни писма с Големия печат (печатът, използван за символизиране на одобрението на суверена на държавните документи), за да предотврати забавяне или затруднение в извършване на обществените дела в случай на свое заболяване (с изключение на пълна неспособност) или на свое предвидено или действително отсъствие от Обединеното кралство. Като такъв принцът започва задълженията си. На 6 януари 2009 г. кралица Елизабет II предоставя на него и на брат му Уилям собствен кралски дом. Преди това делата на Уилям и Хари се управляват от офиса на баща им в Кларънс Хаус в Централен Лондон. Неговият дом публикува изявление, в което обявява, че е създал свой собствен офис в близкия дворец Сейнт Джеймс, който да се грижи за неговите обществени, военни и благотворителни дейности.
През март 2012 г. Хари прави официално посещение на Белиз като част от честванията на Диамантения юбилей на кралицата. Той продължава към Бахамските острови и Ямайка, където министър-председателката Порша Симпсън-Милър обмисля да започне процес на превръщане на Ямайка в република. След това посещава Бразилия, за да стартира Великата инициатива в Рио де Жанейро – кампания на стойност 25 млн. паунда за насърчаване на бразилците да посетят Обединеното кралство. Хари също така свири на тамбура и участва в музикалния видеоклип към песента Sing на Гари Барлоу, пуснат през май 2012 г. в чест на Диамантения юбилей.
Между 9 и 15 май 2013 г. принцът е на официално посещение в САЩ. Обиколката популяризира рехабилитацията на ранени американски и британски войници, рекламира собствените му благотворителни организации и подкрепя британските интереси. Тя включва ангажименти във Вашингтон, Колорадо, Ню Йорк, Ню Джърси и Кънектикът. Той се среща с оцелели от урагана Санди в Ню Джърси. През октомври 2013 г. Хари предприема първата си официална обиколка на Австралия, като присъства на Международния преглед на флота в пристанището на Сидни и посещава и щаба на Австралийските ВВС в Пърт.
През май 2014 г. е ред на Естония и Италия. В Естония той посещава Площада на свободата в столицата Талин, за да почете загиналите естонски войници. Присъства на прием в Естонския парламент и на военно учение на НАТО. В Италия присъства на честването на 70-ата годишнина от битката при Монте Касино, в които се сражават полски, британски и на Британската общност войски. На 6 ноември 2014 г. той открива ежегодната мемориална градина „Поле на възпоменанието“ (Field of Remembrance) в Уестминстърското абатство – задача, която обикновено се изпълнява от дядо му, принц Филип.
Преди да се яви на служба в Австралийските отбранителни сили (ADF), Хари посещава Австралийския военен мемориал в Канбера на 6 април 2015 г. На 7 май 2015 г. той прави прощална разходка в Операта в Сидни и посещава Университетска болница Macquarie. На 24–25 април 2015 г. принцът се присъединява към баща си в Турция, за да присъства на честванията на Стогодишнината от Галиполската операция. На 28 октомври 2015 г. е в САЩ, за да даде във Форт Белвар началото на игрите „Инвиктъс“ Орландо 2016 с първата дама Мишел Обама и с втората дама Джил Байдън. Игрите са международно многоспортно събитие, проведено за първи път през 2014 г., за ранени, контузени и болни военнослужещи и жени, както служещи, така и ветерани. По-късно принцът присъства на среща на борда на игрите и на прием за отпразнуване на старта им в резиденцията на британския посланик. На 26 ноември 2015 г., като патрон на Sentebale, той пътува до Лесото, за да присъства на откриването на детския център Мамохато. От 30 ноември до 3 декември 2015 г. е на официално посещение в Република Южна Африка. Той посещава Кейптаун, където връчва знаците на Ордена на кавалерите на честта на архиепископа от името на кралицата. Участва и в Купата по поло „Кралски салют Сентебале“ във Вал дьо Ви Истейт в Кейптаун, набирайки средства за Sentebale. Организацията е основана от принца и работи с уязвими деца и младежи в Ботсвана и Лесото, като им помага да получат достъп до жизненоважни здравни услуги, да получат грижи и подкрепа и да изградят умения, за да бъдат по-устойчиви и самодостатъчни.
Той посещава Непал на 19-23 март 2016 г., където остава до края на март 2016 г., за да помогне за възстановяването на средно училище с Тим Рубикон  UK, и посещава водноелектрически проект в Централен Непал.
През април 2018 г. принц Хари е назначен за младежки посланик на Общността на нациите – позиция, която заема до март 2020 г. Също през този месец той става патрон на Уолк ъф Америка – кампания, която обединява редица ветерани, които участват в експедиция от 1000 мили през САЩ в средата на 2018 г. През април принцът е назначен за президент на Кралския тръст на Общността на нациите (QCT), който се фокусира върху проекти, включващи деца, и хуманното отношение към затворниците. Периодично се провеждат онлайн QCT чат сесии и те се качват в Ютюб за широко обществено гледане. Той остава президент на благотворителната организация до февруари 2021 г. През юли 2018 г. принц Хари пътува до Дъблин (Ирландия) заедно със съпругата си Меган, което бележи първото им задгранично посещение като двойка. През октомври 2018 г. двамата пътуват до Сидни (Австралия) за игрите „Инвиктъс“ 2018. Това е част от тихоокеанската им обиколка, която включва Австралия, Фиджи, Тонга и Нова Зеландия.
По време на посещението си в Мароко през февруари 2019 г. Херцогът и Херцогинята се фокусират върху проекти, насочени към „овластяването на жените, образованието на момичетата, приобщаването и насърчаването на социалното предприемачество“. Като част от създаването на отделен офис от двореца Кенсингтън през 2019 г., двамата създават акаунт в Инстаграм, който чупи рекорда за най-бърз акаунт към момента, достигнал милион последователи. По време на пътуването си до Ангола през 2019 г. принц Хари посещава проекта в Луанда „Роден свободен, за да блести“ (Born Free to Shine) – инициатива на първата дама Ана Диас Луренсо, която има за цел да предотврати предаването на ХИВ от майки на бебета чрез образование, медицински тестове и лечение. По време на посещението той се среща с ХИВ-позитивни младежи и тийнейджъри. По време на посещението си в Националния парк Luengue-Luiana принц Хари разкрива инициативата Балдахин на Кралската общност на нациите (Queen's Commonwealth Canopy) за подпомагане на защитата на древен миграционен път на слоновете, като им осигури безопасно преминаване в гората. През септември и октомври 2019 г. е ред на южноафриканската му обиколка, включваща Малави, Ангола, Република Южна Африка и Ботсвана. Тъй като малкият му син Арчи пътува със Херцога и Херцогинята на Съсекс, това е първото им официално турне като семейство.

### Оттегляне
През януари 2020 г. Херцогът и Херцогинята на Кеймбридж обявяват, че се оттеглят от ролята си на старши членове на кралското семейство и ще балансират времето си между Обединеното кралство и Северна Америка. Изявление, публикувано от двореца, потвърждава, че двамата трябва да станат финансово независими и да престанат да представляват кралица Елизабет II. Двойката запазва обръщението „Ваше кралско височество“, но не ѝ е разрешено да го използва. Официалната им роля е предмет на 12-месечен период на преглед, който приключва през март 2021 г. 
През март 2020 г. Хари присъства на откриването на Интерактивния музей „Силвърстоун Драйв Експириънс“ на писта „Силвърстоун“ заедно със състезателния пилот Луис Хамилтън. Появата на Хари в музея е последният му самостоятелен ангажимент като висш член на кралското семейство. Той и Меган присъстват на службата за Деня на Общносттта на нациите в Уестминстърското абатство на 9 март 2020 г., което е последният им ангажимент като двойка, преди официално да се оттеглят на 31 март.
Две години по-късно, през юни 2022 г., те правят първата си официални появява в Обединеното кралство, докато присъстват на Благотворителната служба по случай Платинения юбилей на кралицата (70 години на трона) в Катедралата „Свети Павел“ в Лондон. Те посещават Обединеното кралство и Германия през септември 2022 г. за редица благотворителни събития в Манчестър и Дюселдорф. На 8 септември 2022 г., докато Хари и Меган са в Лондон и се подготвят да присъстват на благотворително събитие, кралица Елизабет II умира в замъка Балморал в Шотландия. Меган остава в Лондон и двойката избира да не присъства на благотворителното събитие вечерта, а Хари се отправя към Балморал. На 17 септември той, заедно с останалите 7 внуци на покойната кралица Елизабет II, присъства на бдението в нейна чест, облечен във военната си униформа на член на конен полк Блус и Роялс, за което получава специално разрешение от баща си. Той е покрусен от премахването на инициалите на баба му от рамото на униформата му.

## Цивилна кариера и инвестиции
През лятото на 2019 г., преди да обявят решението си да се оттеглят през януари 2020 г., Хари и съпругата му участват в разговори с Джефри Катценберг – основателят на вече несъществуващата платформа за стрийминг Quibi, за възможна роля в услугата, без да печелят лични печалби, но в крайна сметка решават да не се присъединят към проекта. През септември 2019 г. е съобщено, че двойката е наела базираната в Ню Йорк PR фирма Съншайнс Сакс. През юни 2020 г. те подписват с Агенция „Хари Уолкър“, собственост на медийната компания Endeavour, за провеждане на платени публични изказвания. През септември 2020 г. подписват частна търговска сделка с Нетфликс за разработване на сериали със сценарий и без, филми, документални филми и детски програми за стрийминг услугата. През октомври 2020 г. двойката е домакин на специален епизод на Time 100 Talks с тема „Създаване на по-добър свят“. През декември 2020 г. те подписват многогодишен договор със Спотифай за продуциране и хостване на собствени програми чрез компанията си за аудио продуциране Арчуел Аудио. Специално празнично издание е пуснато от двойката в услугата през декември 2020 г.
През март 2021 г. базираната в Сан Франциско стартираща компания за психично здраве Бетърап (BetterUp), която помага на хората да се свържат с треньори или съветници, казва, че Хари ще стане нейният първи главен ръководител по въпросите на въздействието, „ще помогне за насърчаване на умственото благосъстояние и ще разшири списъка на компанията с треньори и клиенти, наред с други задължения". Хари добавя, че самият той е работил с треньор на Бетърап и го намира за безценно. През същия месец той е назначен за комисар на Комисията за информационни нарушения на американската НПО Институт „Аспен“ за да проведе шестмесечно проучване за състоянието на  дезинформацията в Съединените щати. Проучването е публикувано през ноември 2021 г. като доклад с 15 препоръки. През следващия месец, в качеството си на главен отговорник по въздействието на Бетърап, Хари е интервюиран от сп. „Фаст Къмпъни“, заявявайки, че скорошната тенденция хората масово да напускат работа (известна като „Голямата оставка“, на англ. The Great Resignation) е нещо, което трябва да се отпразнува, въпреки че забележките му са критикувани, затова че идват от привилегирована позиция. През април 2022 г. се появяват доклади за критики от страна на треньорите на компанията относно новите показатели, поставени за оценка на техните услуги, и относно непрозрачността около действителната роля на Хари във фирмата.
През април 2019 г. е обявено, че Хари работи като съ-създател и изпълнителен продуцент на документален сериал за психичното здраве заедно с Опра Уинфри, който първоначално трябва да бъде излъчен през 2020 г. по Епъл TV+. По-късно е обявено, че сериалът, озаглавен „Мен, когото не можеш да видиш“ (The Me You Can't See), ще излезе на 21 май 2021 г. През следващия месец UCAS (Службата за прием в университетите и колежите, базирана в Обединеното кралство) отчита увеличение на процента на студентите, които декларират проблеми с психичното си здраве в своите кандидатури за университет, цитирайки книги за самопомощ и изявления на принц Хари за борбата му с пристъпите на паника и тревожност като допринасящи фактори. През юли 2021 г. е обявено, че Хари ще публикува мемоарите си чрез изд. „Пенгуин Рендъм Хаус“ в края на 2022 г., като постъпленията от продажбите му ще отидат за благотворителност, а според съобщенията той е спечелил аванс поне 20 млн. долара. Те ще бъдат написани от писателя Дж.Р. Мьорингер. През следващия месец Хари потвърждава, че 1,5 млн. долара от приходите от мемоарите ще отидат за благотворителната организация Sentebale. Съобщава се, че мемоарите са част от сделка за издаване на четири книги, която включва и втора книга от Хари и ръководство за добро здраве от Меган.
През септември 2021 г. Хари и Меган отиват в Ню Йорк, където посещават Мемориала на 11 септември с губернатора на Ню Йорк Кати Хочул и кмета на Ню Йорк Бил Де Блазио, и провеждат срещи със заместник-генералния секретар на ООН Амина Дж. Мохамед и с американския посланик в ООН Линда Томас-Грийнфийлд. През октомври 2021 г. двамата обявяват партньорството си с Етик – фирма за социално инвестиране, базирана в Ню Йорк, която управлява и инвестициите им. Според държавни документи от Делауеър, където е регистрирана фондацията на двойката „Арчуел“ (Archewell), Хари и Меган са учредили 11 компании и един тръст в началото на 2020 г., които включват Ориноко Пъблишинг и Пека Пъблишинг LLC, които държат правата за техните книги, както и Кобълстоун Лейн LLC и IPHW LLC, които са притежатели на логото на тяхната фондация.

## Благотворителност

### Хуманитарни и екологични дейности
През 2006 г. принц Хари отива в Лесото, за да посети дома за деца-сираци Mants'ase в Мохалес-Хук, който той посещава за първи път през 2004 г. Заедно с принц Сеейсо от Лесото той стартира „Sentebale: Фонд на принцовете за Лесото“ – благотворителна организация за подпомагане на осиротели от ХИВ/СПИН деца. Той е патрон на организации, включително Уелчайлд, Dolen Cymru, Мапекшън и Благотворителния тръст на Лондонския маратон; оттегля се от Мапекшън през 2019 г. и от Лондонския маратон през 2021 г. През 2007 г. Уилям и Хари организират Концерт за Даяна в памет на тяхната майка, който се възползва от благотворителните организации и патронажа на Даяна, Уилям и Хари. През октомври 2008 г. Хари и брат му се впускат в 8-дневното пътуване „Ендюро Африка“ от 1000 мили с мотор през Южна Африка, за да съберат пари за Sentebale, УНИЦЕФ и Детския фонд на Нелсън Мандела. През септември 2009 г. двамата създават Фондацията на принц Уилям и принц Хари, за да имат възможност да продължат своите благотворителни амбиции. Хари напуска благотворителната организация през юни 2019 г.
След като участва в незавършено пътуване до Северния полюс с Разходка с ранените (Walking With The Wounded) през 2011 г., Хари се присъединява към благотворителната експедиция от 200 мили до Южния полюс през декември 2013 г., придружавайки дванадесет ранени военнослужещи и жени от Обединеното кралство, САЩ и Общносттта на нациите. Като патрон на Уолк ъф Британ той върви с екипа на 30 септември и 20 октомври 2015 г. За да повиши осведомеността относно тестването за ХИВ, Хари си прави тест на живо на Фейсбук страницата на кралското семейство на 14 юли 2016 г. По-късно той присъства на 21-вата международна конференция за СПИН в Дърбан, Южна Африка, на 21 юли 2016 г. На Световния ден за борба със СПИН Хари и Риана помагат за популяризиране на тестването за ХИВ, като сами се подлагат на тест. От 2016 г. Хари работи с Тръста на Терънс Хигинс за повишаване на осведомеността относно ХИВ и сексуалното здраве. През ноември 2019 г., за да отбележи Националната седмица за тестване за ХИВ, херцогът интервюира ХИВ положителния ръгбист Гарет Томас от името на тръста.
През декември 2017 г. принц Хари е гост-редактор на програмата Today на Би Би Си Радио 4, като интервюира баща си – Принца на Уелс, бившия президент на САЩ Барак Обама и други по въпроси като младежкото насилие, въоръжените сили, психичното здраве, Британската общност, опазване и околна среда. На 27 декември 2017 г. той е официално назначен за нов президент на Африкански паркове – природозащитна НПО. Преди това той прекарва три седмици в Малави с организацията, където се присъединява към екип от доброволци и професионалисти, за да извърши едно от най-големите премествания на слонове в историята. Усилията за повторно заселване на райони, унищожени от бракониерство и загуба на местообитания, преместват 500 слона от националните паркове Liwonde и Majete в резервата за диви животни Nkhotakota. Хари преди това помага за преместването на носорози в делтата на река Окаванго и по-късно става патрон на Рино Консървейшън Ботсвана. През юли 2018 г. Фондацията за борба със СПИН на Елтън Джон обявява, че той и британският певец Елтън Джон са на път да стартират глобална коалиция, наречена Менстар, която ще се съсредоточи върху лечението на ХИВ инфекции при мъжете.
През март 2019 г. принц Хари изнася реч на УИ Дей UK – ежегодно събитие, организирано от We Charity, за да вдъхнови младите хора да станат по-активни към глобалните социални и екологични промени. Той обсъжда психичното здраве, климатичните промени и значението на социалното участие. През май 2019 г. Хари със съпругата си, брат си Уилям и съпругата му Катрин пускат Шаут (Shout) – първата 24/7 услуга за текстови съобщения в Обединеното кралство за страдащи от психични проблеми. Хари присъства на среща на върха на Гугъл през август 2019 г. и изнася реч за значението на справянето с изменението на климата в Сицилия. Той обяснява, че той и Меган планират да имат не повече от 2 деца, за да помогнат за поддържането на околната среда. През септември 2019 г. херцогът стартира Травалист (Travalyst) по време на посещението си в Нидерландия след две години разработка. Инициативата има за цел да насърчи устойчиви практики в туристическата индустрия и да се справи с изменението на климата и екологичните щети в сътрудничество с редица компании, включително Трипадвайзър, Booking.com, Ctrip, Скайскенър и Виза. По-късно организацията обявява партньорство с Гугъл през 2021 г. През октомври 2019 г., заедно с други членове на кралското семейство, Хари дава глас на съобщение на Изпълнителната агенция за общественото здравеопазване на Англия за програмата за психично здраве „Всеки ум има значение“.
През февруари 2020 г. Хари записва нова версия на песента Unbroken с Джон Бон Джоуви. Тя включва беквокали от членове на хор „Инвиктъс“. Песента е пусната на 27 март 2020 г., а приходите от нея са дарени на Фондацията на игрите „Инвиктъс“. През април 2020 г. Хари стартира нова инициатива, наречена HeadFIT – платформа, предназначена да осигури психическа подкрепа на членовете на въоръжените сили. Инициативата е разработена съвместно от кампанията „Глави заедно“ (Heads Together) на Кралската фондация, Министерството на отбраната и Кингс Колидж (Лондон).
През април 2020 г. херцогът и херцогинята доставят храни, приготвени от Проект „Ангелска храна“, на жителите на Лос Анджелис на фона на пандемията от COVID-19 в Съединените щати. През юни 2020 г. двойката подкрепя кампанията „Спри омразата за печалба“ (Stop Hate for Profit) и насърчава изпълнителните директори на различни компании да се присъединят към движението. През август 2020 г. те си сътрудничат с Baby2Baby (американска НПО, която осигурява памперси, дрехи и други необходими неща за деца в бедност в района на Лос Анджелис и в районите на бедствия в цялата страна) и участват в дистрибуцията на училищни пособия сред учениците. По време на Седмицата на възпоменанието в Обединеното кралство (денят за отбелязване на приноса на британските военни и цивилни служители и жени в двете световни войни и по-късните конфликти) през ноември 2020 г., принц Хари се присъединява към американските ветерани от „Мисията продължава“, за да раздават храна с ветераните от Комптън и фондацията Walker Family Events в Комптън, Калифорния. „Мисията продължава“ е НПО, която дава възможност на ветераните, изправени пред предизвикателството да се адаптират към живота у дома, за да намерят нови мисии. През април 2021 г. Хари и Меган са обявени за председатели на кампания за Вакс Лайф: Концерт за обединение на света (Vax Live: The Concert to Reunite the World) – събитие, организирано от Глобален гражданин (Global Citizen) – международна образователна и застъпническа организация, която работи за катализиране на движението за премахване на крайната бедност, за увеличаване на достъпа до ваксинации срещу COVID-19. Те също така обявяват подкрепата си за набиране на средства за равностоен достъп до ваксини, инициирано от същата организация, и пишат отворено писмо до главните изпълнителни директори на фармацевтичната индустрия, призовавайки ги да се справят с кризата с равноправието при ваксините. По-късно същия месец принцът разказва „Надеждата започва тук“ ("Hope Starts Here") – специално видео, преиздадено от Африкански паркове за отбелязване на Деня на Земята, в което Хари призова организациите и общностите да запазят биоразнообразието и отдава почит на своя дядо принц Филип за усилията му като природозащитник. Той помага за създаването на Пийк Стейт (Peak State) – програма за умствен фитнес, насочена към предоставяне на инструменти и ресурси за управление на психичното здраве, на която той публично дава своята подкрепа през май 2021 г.
Подобно на майка си, Хари работи и с Тръста HALO – организация, която премахва отломки и особено противопехотни мини, оставени от войната. Преди това той посещава минно поле в Мозамбик с благотворителната организация и прекарва два дни, за да научи за тяхната работа и техники за разчистване на мини. През 2013 г. Хари е обявен за патрон на 25-ата годишнина на благотворителната организация. През септември 2019 г. той преминава през обект за разминиране в Ангола – страната, посетена от майка му преди 22 години. През юни 2021 г., след като десет членове на тръста са убити от въоръжена група в лагер за обезвреждане на мини в Афганистан, Хари излиза с изявление, в което се казва, че нападението е акт на варварство.
През септември 2021 г., заедно с първата дама Джил Байдън, той е домакин на виртуално събитие за Уориър Геймс (Warrior Games) – мултиспортно събитие за ранени или болни военнослужещи и ветерани, организирано от Министерството на отбраната на Съединените щати, отменено наживо поради пандемията от COVID-19. През същия месец Хари и Меган отново говорят в подкрепа на равенството на ваксините на концерта „Глобален гражданин на живо“ (Global Citizen Live). През октомври 2021 г. принцът говори срещу нефтените сондажи в река Окаванго в статия за в. „Вашингтон Поуст“. През същия месец и преди срещата на върха на G20 в Рим през 2021 г., Хари и съпругата му пишат отворено писмо заедно с Генералния директор на Световната здравна организация Тедрос Гебрейесус, като поискват лидерите на G20 да ускорят усилията за глобалното разпространение на COVID-19 ваксините. През януари 2022 г. и след критики, насочени към Спотифай за справянето им с дезинформацията за COVID-19, Хари и Меган правят съобщение, в което се посочва, че от април 2021 г. са започнали да изразяват загриженост относно проблема на платформата. През март 2022 г. те са сред повече от сто души, които подписват отворено писмо, публикувано от Народния алианс за ваксини, с искане за безплатен глобален достъп до ваксини срещу COVID-19 и призовават Обединеното кралство, ЕС и Швейцария да се противопоставят на документа за отказ, което би позволило защитата на интелектуалната собственост на ваксината да бъде премахната. През април 2022 г. и във видеоклип с участието на Рис Дарби и Дейв Фейн по Маорската телевизия, Хари стартира кампания за екологично пътуване чрез своята НПО Травалист, насърчавайки хората да пътуват устойчиво. През август 2022 г. той пътува до Африка в ролята си на президент на „Африкански паркове“, за да приветства събиране на група американски служители, природозащитници и филантропи, докато обикалят защитени диви животни и природни зони.

### Спорт
Принц Хари обича да практикува много спортове, включително състезателно поло, ски и мотокрос. Подобно на брат си и баща си той участва в мачове по поло, за да събира пари за благотворителни каузи. Хари също така е запален фен на ръгбито и подкрепя кандидатурата на Англия за домакинство на Световната купа по ръгби през 2015 г., и представя трофея на финалите на Купа „Чалиндж“ на Ръгби лигата през 2019 г. През 2004 г. Хари се обучава като служител по ръгби развитие към Съюза по ръгби и обучава ученици в училищата, за да ги насърчи да научат спорта. Той, заедно с бившия играч на ръгби Брайън Мур, твърди, че в отговор на Блек Лайвс Метър песента Swing Low, Sweet Chariot вече не трябва да се пее в ръгби контекст. До февруари 2021 г. той е патрон както на Ръгби съюза, така и на Ръгби лигата – ръководният орган на Ръгби лигата в Англия.
През 2012 г., заедно с херцога и херцогинята на Кеймбридж, Хари стартира Коуч Кор (Coach Core). Програмата е създадена след Олимпийските игри през 2012 г. и предоставя възможности за стаж на хора, които желаят да преследват кариера като професионални треньори. През януари 2017 г. Хари посещава Рънинг Чарити и неговия партньор Дипол UK, за да подчертае ролята на спорта в подпомагането на бездомните и уязвимите. През юни 2019 г. херцогът присъства на откриването на Мейд бай Спорт – благотворителна коалиция за събиране на пари за насърчаване на спорта в общности в неравностойно положение. В изявлението си той дава подкрепата си за благотворителната организация, като заявява, че нейната роля за вкарването на спорта в живота на хората в неравностойно положение ще спести стотици милиони лири за лечение на проблемите сред младите.

### Съсекс Роял и Арчуел
През юни 2019 г. е обявено, че Херцогът и Херцогинята на Съсекс ще се отделят от Кралската фондация и ще създадат своя собствена благотворителна фондация до края на 2019 г. Въпреки това двойката ще си сътрудничи с брата на Хари и съпругата му по общи проекти, като например инициативата за психично здраве „Глави заедно“ (Heads Together). През юли 2019 г. новата благотворителна организация на Хари и Меган е регистрирана в Англия и Уелс с наименованието „Съсекс Роял – Фондацията на Херцога и Херцогинята на Съсекс“. На 21 февруари е потвърдено, че Съсекс Роял няма да се използва като търговска марка за двойката след оттеглянето им от обществения живот. На 5 август 2020 г. Фондацията „Съсекс Роял“ е преименувана на MWX Foundation и се разпуска същия ден.
През март 2021 г. е съобщено, че Благотворителната комисия за Англия и Уелс извършва одиторски преглед на организацията Съсекс Роял в случай за регулация и съответствие относно нейното поведение съгласно Закона за благотворителността по време на разпускането. Представители на двойката твърдят, че Съсекс Роял се управлява от настоятелство и че предположението за лошо управление, насочено изключително към херцога и херцогинята, би било неправилно. По-късно комисията заключава, че фондацията не е действала незаконно, но критикува борда на директорите за изразходването на значителна част от средствата за създаване и закриване на благотворителната организация.
През април 2020 г. Меган и Хари потвърждават, че новата им фондация (вместо Съсекс Роял) ще се казва „Арчуел“ (Archewell). Името произлиза от гръцката дума „архе“, което означава „източник на действие“ – същата дума, която вдъхновява името на техния син. Арчуел е регистрирана в САЩ. Нейният уебсайт е официално пуснат през октомври 2020 г.

## Публичен имидж
В младостта си Хари си спечелва репутацията на бунтар, което кара таблоидите да го нарекат „диво дете“. На 17-годишна възраст е забелязан да пуши марихуана, да пие алкохол непълнолетен с приятели и да стига до физическа разправия с папараци извън нощните клубове. В началото на 2005 г. е сниман на тематичното костюмирано парти „Колониално и местно“ в Уилтшър, облечен в униформата на нацисткия германски Африкански корпус с лента със свастика. По-късно Хари прави публично изявление, в което се извинява за поведението си. В интервю за 21-ия си рожден ден той заявява: „[това] беше много глупаво нещо и си научих урока".
През януари 2005 г., в отговор на запитване за неговата зимбабвийска приятелка Челси Дейви, Хари отговаря: „Тя не е черна или нещо такова, нали знаете“. През януари 2009 г. британският таблоид Нюз ъф дъ Уърлд разкрива видео, направено от Хари три години по-рано, в което той нарича свой пакистански колега, офицер-кадет, „нашият малък Паки приятел“ („Паки“ е унизителен термин за имигранти с азиатски произход в Обединеното кралство) и нарича войник с камуфлажна качулка „парцал“ (на англ. reaghead – мюсюлманин, арабин, хиндуист, сикх, индиец или член на която и да е група, която традиционно носи покритие за глава като тюрбан, куфия или забрадка). Тези термини са дефинирани от лидера на опозицията по това време Дейвид Камерън като неприемливи и от в. „Дейли Телеграф“ като расистки. Британска мюсюлманска младежка организация нарича Хари „главорез“. Допълнителни откъси показват, че той казва на другар „Обичам те“, преди да го целуне по бузата и да оближе лицето му, и да попита друг дали се чувства гей, куиър или друго.  Той също така е заснет да се преструва, че разговоря с баба си, заявявайки „Трябва да тръгвам, трябва да тръгвам. Изпрати любовта ми на коргитата и на дядо... Бог да те пази“. Кларънс Хаус веднага излиза с извинението на Хари, който заявява, че в забележките му не е имало никаква злоба. През същата година британският стендъп комик Стивън К. Амос твърди, че след стендъп шоу за 60-ия рожден ден на Принца на Уелс през ноември 2008 г. Хари е коментирал представянето му с думите: „Не звучиш като чернокож“, макар че се надява, че забележката е направена на шега.
През октомври 2007 г. се появява видео от пътуването на Хари до Намибия с приятелите му, което показва как смърка водка и ближе зърната на приятел. Докато са на почивка в Лас Вегас през август 2012 г., Хари и непозната млада жена са снимани голи в хотелска стая на Wynn в Лас Вегас по време на игра на билярд. Снимките изтичат от американския уебсайт за знаменитости TMZ на 21 август 2012 г. и съобщени в цял свят от основните медии на 22 август 2012 г. Снимките са показани от американски медии, но британските не пожелават да ги публикуват. Кралските асистенти предлагат Кларънс Хаус да се свърже с Комисията за жалби в пресата (PCC), ако британски публикации използват снимките. Дворецът Сейнт Джеймс потвърждава, че Хари е на снимките, като казва, че той всъщност е жертва, чиято неприкосновеност на личния живот е била нарушена, и се свърза с PCC, след като чува, че редица британски вестници обмислят да публикуват снимките.  На 24 август 2012 г. в. „Сън“ ги публикува.
През септември 2010 г. Хари е обект на разследване за жестокост към животните от Хърлингамската поло асоциация, след като неговото пони е снимано с рана отстрани, която според някои активисти за защита на животните е причинена от шипове на шпорите му. Той е освободен от всякакви неправомерни действия или жестокост, след като независим ветеринар заключава, че е по-вероятно раната да е причинена от сблъсък, а не от шпори.
С оглед на техния екологичен активизъм, Хари и съпругата му са критикувани през август 2019 г., че според сведенията са предприели четири пътувания с частен самолет за 11 дни, включително едно до дома на Елтън Джон в Ница, Франция. Критиката е в съответствие с реакциите, с които се сблъсква кралското семейство през юни 2019 г., след като е разкрито, че те „са удвоили [своя] въглероден отпечатък от бизнес пътувания“. Хари отново получава негативна реакция през август 2021 г. и 2022 г., защото прави двучасов полет с частни самолети между Калифорния и Аспен, Колорадо, за да участва в годишен благотворителен турнир по поло. През юни 2022 г. и на път за Калифорния след Платинения юбилей на кралицата, Хари и Меган се качват на частен самолет, за който е изчислено, че е отделил „десет пъти повече въглерод от летенето с реклама“.
През юли 2019 г. Хари и съпругата му присъстват на премиерата на „Цар Лъв“ в Лондон. Присъствието им предизвиква коментари и критики, тъй като се състои на датата на мемориален концерт за Кралските морски пехотинци, убити от ИРА, на който Хари е поканен като генерален капитан на Кралските морски пехотинци, но отказва да присъства.
През декември 2021 г. се появява информация за срещи на Хари със саудитския бизнесмен Махфуз Марей Мубарак бин Махфуз, чието получаване на Ордена на Британската империя става обект на разследване от Шотландския регулатор на благотворителните организации. Махфуз се среща с принц Хари през 2013 и 2014 г. и дарява 50 хил. паунда на неговата благотворителна организация Sentebale и 10 хил. на „Ходейки с ранените“ (Walking With The Wounded), на която Хари е патрон. В. „Сънди Таймс“ твърди, че срещите с Хари са отворили пътя на Махфуз да получи достъп до Принца на Уелс. Хари нарича инцидента „скандал CBE“ през декември 2021 г. и заявява, че е прекъснал отношенията си с Махфуз през 2015 г., след като изразява „нарастваща загриженост“ относно мотивите му, въпреки че помощници от домакинството на баща му отричат да са имали каквито и да е дискусии с него относно Махфуз. Говорител на Sentebale защитава срещите и добави, че не е имало никакво некоректно отношение към даренията.
През 2018 г. и 2021 г. Хари е избран за един от 100-те най-влиятелни хора в света от списание „Тайм“. През 2019 г. списанието сочи Хари и съпругата му сред 25-те най-влиятелни хора в Интернет. През 2021 г. те са представени на една от седемте световни корици с Time 100 на списанието.

## Личен живот и медии

### Правни проблеми и инциденти

#### Асошиейтид Нюзпейпърс Лимитид
На 30 януари 2020 г. британската „Независима организация за стандарти в пресата“ (IPSO) застава на страната на в. „Мейл ъф Сънди“ относно спора между херцога и вестника за снимка в Инстаграм с участието на Хари. Според вестника на нея слоновете са били упоени и завързани по време на преместването им. IPSO отхвърля твърдението на Хари, че описанието на вестника е неточно или подвеждащо.
През декември 2020 г. правният екип на Хари съди „Асошийетид Нюзпейпърс Лимитид“ (ANL) за публикация във в. „Мейл ъф Съндей“, в която се твърди, че работните му отношения с Кралските морски пехотинци са пострадали след напускането на кралския пост. Впоследствие вестникът приема, че твърденията са неверни и се извинява. Адвокатът на принца казва, че значителните щети, платени от издателя, ще бъдат дарени на фондацията „Игри Инвиктъс“.
През ноември 2021 г. бившият секретар по комуникациите на Хари и Меган Джейсън Кнауф дава изявление пред съда след обжалването на ANL на съдийско решение, което обвинява медийната компания в нарушаване на личния живот на Меган с публикуване на нейно писмо до баща ѝ. Кнауф споменава, че Херцогинята на Съсекс му е дала директно брифинги точки, които да сподели с Омид Скоби и Каролин Дюранд – кралските репортери и автори на биографията на херцозите „Да намериш свободата“. Кнауф добавя, че Херцогът на Съсекс е приветствал предложението те да скрият участието си в процеса на писане на книгата, докато двамата са обсъждали книгата на рутинна основа. ANL преди това е кандидатствала за използване на книгата в своя защита, като се аргументира, че Херцогът и Херцогинята са „сътрудничили с авторите на наскоро публикуваната книга ,Да намериш свободата“, за да изложат своята версия за определени събития“.
През февруари 2022 г. Хари завежда дело за клевета във Върховния съд срещу Асошиейтид Нюз Лимитид за статия във в. „Мейл ъф Съндей“, в която се твърди, че се опитва да запази съдебната си битка срещу Министерството на вътрешните работи, за да възстанови полицейската си защита в тайна от обществеността чрез искане на заповед за поверителност по случая. Неговите адвокати твърдят, че статията поставя под съмнение желанието му да плати за полицейска защита и поискват историята да бъде премахната, изисквайки обезщетение за щети поради „ярост от враждебни коментари“, които са причинили „значителен стрес и нараняване“. През юни 2022 г. г-н съдия Никлин постановява, че части от статията са потенциално клеветнически, тъй като намеква, че Хари е извъртял фактите и е предложил да плати за мерките за сигурност едва след началото на съдебната битка срещу Министерството на вътрешните работи, въпреки че Никлин отхвърля твърдения на адвокатите на Хари, че статията го представя като лъжец. Насрочени са допълнителни изслушвания, за да се определи дали делото за клевета продължава или се проваля.

#### Други случаи
През февруари 2014 г. съдия осъжда осъдения престъпник Ашраф Ислам на три години затвор, тъй като е планирал убийството на Хари и е обмислял доста това поради убеждението си, че Хари има морална вина, тъй като е бил в армия.
През юни 2019 г. двама членове на неонацистката група Дивизия „Атомвафен“ са осъдени съответно на 18 месеца и 4 г. за споделяне на пропагандни плакати, сред които е и такъв, който етикетира Хари като „предател на расата“ с насочен пистолет в главата му.
През май 2019 г. новинарската агенция Сплаш Нюз официално се извинява на семейство Съсекс за изпращането на фотографи в резиденцията им в Котсуолдс, което излага на риск поверителността им. Агенцията също така се съгласява да плати обезщетение и съдебни разноски, свързани със случая.
През октомври 2019 г. е обявено, че Хари е осъдил вестниците „Сън“, „Дейли Мирър“  и вече несъществуващия Нюз ъф дъ Уърлд във връзка с предполагаемо хакване на телефона му. Бившият кралски редактор на Нюз ъф дъ Уърлд Клайв Гудман по-рано заявява, че е хакнал телефона на Хари девет пъти. Сред другите точки, обсъдени на делото, е репортаж на Нюз ъф дъ Уърлд за посещението на Хари в клиника за рехабилитация на наркомани след пушене на канабис през януари 2002 г., което според неговия правен екип е било да убеди нечестно баща му да повярва, че Хари е пияница и наркоман, за да „получи ексклузивна, но „по-мека“ история“ относно предполагаемите му проблеми с наркотиците и алкохола – твърдението е отречено от издателя Нюз Груп Нюзпейпърс.
През януари 2020 г. адвокати отправят правно предупреждение към пресата след публикуване на папарашки снимки в медиите. След като е обявена оставката му от кралското семейство, Хари изглежда хвърли вината в краката на пресата за решението си. През март 2020 г. двойката дава Сплаш UK на съд, след като Херцогинята и синът им са снимани без разрешение по време на частна семейна разходка, докато са в Канада. Случаят е решен по-късно същата година, като Сплаш UK се съгласява повече да не прави неупълномощени снимки на семейството. На 20 април 2020 г. Херцогът и Херцогинята обявяват, че вече няма да си сътрудничат с вестниците „Дейли Мейл“, „Сън“, „Мирър“ и „Експрес“. Те получават извинение през октомври от американската информационна агенция X17 за това, че са направили снимки на сина им в дома им с дронове.
Статия от септември 2020 г. на в. „Таймс“, в която се твърди, че набирането на средства за игрите „Инвиктъс“ е било отменено поради връзката му с конкурента Нетфликс, бизнес партньор на Хари, става предмет на правна жалба, подадена от херцога. През януари 2022 г. двойката взаимно подава правна жалба срещу в. „Таймс“ за статия, съобщаваща за фондацията им Арчуел, събрала по-малко от 50 хил. щатски долара през 2020 г.
Въпреки че дворецът поздравява херцога и херцогинята за раждането на дъщеря им Лилибет през юни 2021 г., няколко дена по-късно Би Би Си съобщава, че Хари и Меган не са поискали разрешението на кралицата, преди да кръстят дъщеря си с нейния личен семеен прякор. Адвокатите на двойката впоследствие обвиняват Би Би Си в клевета и изпращат писма до различни медийни организации, че докладът е неверен и клеветнически и твърденията не трябва да се повтарят, тъй като Хари е говорил с кралицата, преди да обяви името на дъщеря им.
През януари 2022 г. е разкрито, че Хари, чиято полицейска охрана, финансирана от данъкоплатците, е отнета, след като се оттегля от кралската си роля през 2020 г., е в правна битка от септември 2021 г., за да оспори отказа на Министерството на вътрешните работи да му позволи да плаща за полицейската защита лично, когато е в Обединеното кралство, тъй като той вярва, че липсата на достъп на неговия частен охранителен екип до местното разузнаване и правната юрисдикция в чужбина ще ги направи неспособни да защитят семейството му. След първото съдебно заседание по делото е разкрито, че след решението на Хари да се оттегли от кралските си задължения Кралският и VIP изпълнителен комитет (RAVEC) го е поставил в „изключителна категория“, в резултат на което неговата бъдеща полицейска защитата в Обединеното кралство ще зависи от причината и обстоятелствата на всяко посещение, както и от функциите, които изпълнява. След като получава молба от херцога и Министерството на вътрешните работи част от делото да остане поверително, Върховният съд постановява през март 2022 г., че някои части от него ще останат поверителни. Г-н Джъстис Суифт също реагира на правния екип на херцога, който изпраща копие от решението на някого, който не е адвокат, описвайки го като напълно неприемливо. През юли 2022 г. г-н съдия Суифт дава разрешение част от иска на Хари да премине към съдебно преразглеждане.
През август 2022 г. Хари завежда дело срещу Министерството на вътрешните работи и Метрополната полиция, оспорвайки решението на RAVEC от януари 2022 г., според което държавната сигурност не може да бъде предоставяна на частни лица, дори ако те желаят да плащат за нея сами. През септември 2022 г. медиите информират, че се очаква на двете деца на двойката да бъдат дадени титлите на „принц“ и „принцеса“, но не и обръщението „Ваше кралско височество“, което не им гарантира нивото на сигурност, желано от родителите им.

### Интервю с Опра и Туитър тролове
Хари и съпругата му са интервюирани от Опра Уинфри в специално телевизионно предаване за Си Би Ес, излъчено на 7 март 2021 г. Меган говори за „влизането в живота като кралска особа, брака, майчинството“ и „как се справя с живота под силен обществен натиск“. Хари се присъединява към нея по-късно и двамата говорят за първоначалните трудности, свързани с преместването им в Съединените щати през 2020 г., и плановете им за бъдещето. По време на интервюто Хари критикува родителския стил на баща си, докато той се е опитвал да се справи със смъртта на майка си. Той споменава, че баща му не е отговарял на обажданията му и е спирал финансирането му, както и че не е имал връзка с брат си, принц Уилям, заявявайки: „В момента връзката е във вакуум. Времето лекува всички неща, да се надяваме.“ Следва широка и поляризирана реакция на интервюто.
През октомври 2021 г. услугата за анализ на Туитър – Бот Сентинел публикува техния анализ на повече от 114 000 туита за херцога и херцогинята на Съсекс, в резултат на което откриват 83 акаунта с общ брой от 187 631 последователи, отговорни за приблизително 70% от негативното съдържание, публикувано за двойката. Докладът предизвиква разследване от Туитър. Туитър заявява, че не е открил доказателства за широко разпространена координация между акаунтите и заявява, че е предприел действия срещу потребители, които са нарушили политиката му за поведение.  Бот Сентинел публикува още три доклада през следващите месеци, като твърди, че акаунтите са част от „ботова мрежа“ и подобна мрежа може да бъде намерена в Ютюб.
През януари 2022 г. Би Би Си сочи Хари и Меган сред хората, чиито снимки и видеоклипове са използвани във фалшиви реклами за незабавни печалби и инвестиционни схеми, свързани с биткойни.

## Титли, обръщения, почести и гербове

### Титли и обръщения
- 1984–2018: Негово кралско височество принц Хенри Уелски
- 2018–настояще: Негово кралско височество херцогът на Съсекс

Сутринта на сватбата му кралица Елизабет II му дава Херцогство Съсекс, както и две спомагателни титли: граф на Дъмбартън и барон Килкил. Хари използва „граф“ в Шотландия и „барон“ в Северна Ирландия. На 18 януари 2020 г. Бъкингамският дворец обявява, че след решението им да се оттеглят от кралските задължения, от 31 март 2020 г. Хари и съпругата му няма да използват обръщенията Кралско височество, но като британски принц той няма да бъде лишен от своето обръщение и титли.
Преди брака си Хари използва „Уелски“ като свое фамилно име за военни цели и е известен като капитан Хари Уелски в такива контексти. На 4 юни 2015 г., като част от специалните отличия за 2015 г. (това са отличия, издавани по желание на кралицата по всяко време, и присъждащи Ордена на жартиерата, Ордена на бодила, Ордена за заслуги, Кралския викториански орден и Ордена на Св. Йоан), Хари е посветен в рицарско звание от баба си за заслуги към суверена, като е направен рицар-командир на Кралския викториански орден (KCVO).

### Военни звания
Обединено кралство
- Британска армия
  - 8 май 2005: курсант, Кралска военна академия „Сандхърст“[436]
  - 13 април 2006: Корнет (Втори лейтенант[N 6]), конен полк Блус и Роялс[437]
  - 13 април 2008: Лейтенант,[N 7] Блус и Роялс[34]
  - 16 април 2011: Капитан,[N 8] Блус и Роялс[59]
  - 14 май 2018: Майор[N 9][438]
- Кралски военноморски сили
  - 14 май 2018: Лейтенант командир[N 10][439]
- Кралски военновъздушни сили
  - 14 май 2018: Командир на ескадрила[N 11][440]

### Отличия
- 6 февруари 2002 г.: Златен юбилеен медал на кралица Елизабет II[441]
- 5 май 2008 г.: Медал за оперативна служба в Афганистан[442]
- 6 февруари 2012 г.: Диамантен юбилеен медал на кралица Елизабет II[441]
- 4 юни 2015 г.: Рицар командир на Кралския викториански орден (KVCO)[443]
- юли 2017 г.: Орден на Изабела Католическа[444]
- 6 февруари 2022 г.: Платинен юбилеен медал на кралица Елизабет II[441]

### Звания
Обединено кралство
- 13 октомври 2018 – 19 февруари 2021: Личен адютант на Нейно величество Кралицата (ADC)[445] [446]
- 6 март 2012 – понастоящем: Почетен стипендиант на Университета на Западна Индия

 Канада 
- 10 ноември 2009 – понастоящем: Почетен канадски рейнджър[447]

#### Бивши почетни военни звания
През февруари 2021 г. е обявено чрез писмено потвърждение, че следните почетни военни назначения на Хари са върнати на кралицата.
 Обединено кралство
- 8 август 2006 – 19 февруари 2021: Главен командир на Малки кораби и подводници[449]
- 3 октомври 2008 – 19 февруари 2021: Почетен въздушен командир на База Хонингтън[450]
- 19 декември 2017 – 19 февруари 2021: Главен капитан на Кралската морска пехота[451]

#### Хуманитарни награди
Благотворителните усилия на Хари са признати три пъти от международната общност. През декември 2010 г. германската благотворителна организация „Сърце за децата“ (на немски: Ein Herz für Kinder) му присъжда наградата „Златно сърце“" като признание за неговите благотворителни и хуманитарни усилия. На 7 май 2012 г. Атлантическият съвет на САЩ му присъжда своята награда за изтъкнато хуманитарно лидерство. През август 2018 г. Кралският канадски легион му присъжда наградата на основателите за 2018 г. за ролята му в основаването на игрите „Инвиктъс“. През октомври 2018 г. той получава златната значка на една от най-големите доброволни социални организации в Нова Зеландия и една от най-старите организации за ветерани в света – RSA, което е нейното най-високо отличие. През юли 2021 г. Хари и Меган са сред хората, които са избрани от базираната в Обединеното кралство благотворителна организация „Населението има значение“ (Population Matters) да получат наградата „Чейндж Чемпиънс“ за решението си да имат само две деца и да помогнат за поддържането на по-малко и по-устойчиво население. През февруари 2022 г. Хари и Меган са избрани да получат наградата на президента на американската Национална асоциация за напредък на цветнокожите (NAACP) за работата си по каузи, свързани със социалната справедливост и равенство.

## Герб
На 18-ия си рожден ден на 15 септември 2002 г. Хари получава свой личен герб, състоящ се от Герба на Суверена на Обединеното кралство, но с различна бризура. Колежът по гербовете заявява, че неговата петвърхова бризура ще стане тривърхова с раковина включена във всеки връх, когато баща му или брат му се възкачат на трона.
Нашлемникът е короната на дете на суверена, върху която стои позлатен лъв на четири крака, увенчан с подобна корона и различаваща се по бризурата, подобно на тази в герба.
Щитът е разделен на четири: първата и четвъртата четвърт са гербовете на Англия, втората на Шотландия, третата на Ирландия. Първата и четвъртата четвърт са в червено с три леопардоподобни лъва със светлосини нокти и език. Втората четвърт е в златисто с червен лъв, изправен на две лапи, със светлосини лапи и език, в двойна рамка с хералдически лилии. Третата четвърт е светлосиня с позлатена арфа със сребърни струни. Различава се по бяла бризура с пет върха: първият, третият и петият имат раковина, загатващи за майка му Даяна, принцеса на Уелс, чийто герб на Спенсър включва три бели раковини. Раковината препраща към тази, носена от поклонниците в светилището на Свети Яков от Компостела, в Сантяго, през 12 век, и е била популярен символ сред средновековните поклонници.
Десният щитодръжец е златист лъв на две лапи с корона, а левият – сребрист еднорог със златисти грива и рог, и със златиста корона на шията, украсена с кръстове и хералдически лилии. От короната тръгва верига, преминаваща през двата предни крака и зад гърба на еднорога. Различават се по бризурата и короната.
Кръгът, който обгражда щита, е изписан с девиза на Кралския викториански орден: VICTORIA (от лат. Победа).

### Транспаранти, знамена и щандарти
Личният щандарт на принц Хари е Кралският щандарт на Обединеното кралство, който се различава (както в герба му) по бялата бризура с пет върха: първият, третият и петият са с червена раковина, взета от герба на майка му, лейди Даяна.
Има и вариант, който използва само в Шотландия като граф на Дъмбартън.

## Брак и потомство
Принц Хари се жени веднъж:
∞ 19 май 2018 в Параклис „Сейнт Джордж“ на Замъка „Уиндзор“, Лондон за Меган Маркъл (* 4 август 1983 в Лос Анджелис), американска актриса, дъщеря на Томас Уейн Маркъл, телевизионен осветител и директор на фотография, и Дория Рагланд, социална работничка, гримьорка и йога инструкторка. Двамата имат син и дъщеря:
- Арчи Харисън Манунтбатън-Уиндзор (* 6 май 2019 в Лондон)
- Лилибет Даяна Маунтбатън-Уиндзор (* 4 юни 2021 в Санта Барбара, Калифорния)

## Родословие
Принц Хари е член на Династия Уиндзор (кралица Елизабет II с патентно писмо от 8 февруари 1960 г. обявява сина си Чарлз за произхождащ от тази династия). По бащина линия той произхожда от рода Олденбург – един от най-старите кралски домове в Европа и по-специално от кадетската линия Дом Глюксбург. Предците на Хари по бащина линия включват повечето от кралските семейства на Европа.
Чрез майка си Хари произхожда от графовете Спенсър – кадетска линия на фамилията Спенсър, произхождащ от графовете на Сандърленд (тяхна старша линия са сега също херцози на Марлборо, барони Фермой), и още по-далече - от Хенри Фицрой, 1-ви херцог на Графтън, и Чарлз Ленъкс, 1-ви херцог на Ричмънд – двама извънбрачни синове на крал Чарлз II. Освен това произлиза по майчина линия от Елиза Кюарк, икономка на неговия предшественик от 18 век Теодор Форбс – шотландски търговец, работил за Източноиндийската компания в Сурат. Тя е описвана по различни начини в съвременни на нея документи: като „мургава туземка“, „арменка от Мумбай“ и „г-жа Форбезиан“. Генеалогът Уилям Адамс Райтвиснер приема, че тя е арменка. През юни 2013 г. BritainsDNA обявява, че генеалогичните ДНК тестове на двама от далечните братовчеди на Уилям по майчина линия потвърждават, че Кюарк е била по майчина линия от индийски произход. 
|  |                           |  |  |  |  |  |  |  |  |  |  |  |  |
|  | Андрей Гръцки и Датски    |  |  |  |  |  |  |  |  |  |  |  |  |
|  |                           |  |  |  |  |  |  |  |  |  |  |  |  |
|  |                           |  |  |  |  |  |  |  |  |  |  |  |  |
|  | Филип, херцог на Единбург |  |  |  |  |  |  |  |  |  |  |  |  |
|  |                           |  |  |  |  |  |  |  |  |  |  |  |  |
|  |                           |  |  |  |  |  |  |  |  |  |  |  |  |
|  | Алис Батенберг            |  |  |  |  |  |  |  |  |  |  |  |  |
|  |                           |  |  |  |  |  |  |  |  |  |  |  |  |
|  |                           |  |  |  |  |  |  |  |  |  |  |  |  |
|  | Чарлз, принц на Уелс      |  |  |  |  |  |  |  |  |  |  |  |  |
|  |                           |  |  |  |  |  |  |  |  |  |  |  |  |
|  |                           |  |  |  |  |  |  |  |  |  |  |  |  |
|  | Джордж VI                 |  |  |  |  |  |  |  |  |  |  |  |  |
|  |                           |  |  |  |  |  |  |  |  |  |  |  |  |
|  |                           |  |  |  |  |  |  |  |  |  |  |  |  |
|  | Елизабет II               |  |  |  |  |  |  |  |  |  |  |  |  |
|  |                           |  |  |  |  |  |  |  |  |  |  |  |  |
|  |                           |  |  |  |  |  |  |  |  |  |  |  |  |
|  | Елизабет Боуз-Лайън       |  |  |  |  |  |  |  |  |  |  |  |  |
|  |                           |  |  |  |  |  |  |  |  |  |  |  |  |
|  |                           |  |  |  |  |  |  |  |  |  |  |  |  |
|  | Хенри Съсекски            |  |  |  |  |  |  |  |  |  |  |  |  |
|  |                           |  |  |  |  |  |  |  |  |  |  |  |  |
|  |                           |  |  |  |  |  |  |  |  |  |  |  |  |
|  | Албърт Спенсър            |  |  |  |  |  |  |  |  |  |  |  |  |
|  |                           |  |  |  |  |  |  |  |  |  |  |  |  |
|  |                           |  |  |  |  |  |  |  |  |  |  |  |  |
|  | Едуард Джон Спенсър       |  |  |  |  |  |  |  |  |  |  |  |  |
|  |                           |  |  |  |  |  |  |  |  |  |  |  |  |
|  |                           |  |  |  |  |  |  |  |  |  |  |  |  |
|  | Синтия Спенсър            |  |  |  |  |  |  |  |  |  |  |  |  |
|  |                           |  |  |  |  |  |  |  |  |  |  |  |  |
|  |                           |  |  |  |  |  |  |  |  |  |  |  |  |
|  | Даяна Уелска              |  |  |  |  |  |  |  |  |  |  |  |  |
|  |                           |  |  |  |  |  |  |  |  |  |  |  |  |
|  |                           |  |  |  |  |  |  |  |  |  |  |  |  |
|  | Морис Рош                 |  |  |  |  |  |  |  |  |  |  |  |  |
|  |                           |  |  |  |  |  |  |  |  |  |  |  |  |
|  |                           |  |  |  |  |  |  |  |  |  |  |  |  |
|  | Франсис                   |  |  |  |  |  |  |  |  |  |  |  |  |
|  |                           |  |  |  |  |  |  |  |  |  |  |  |  |
|  |                           |  |  |  |  |  |  |  |  |  |  |  |  |
|  | Рут Рош                   |  |  |  |  |  |  |  |  |  |  |  |  |
|  |                           |  |  |  |  |  |  |  |  |  |  |  |  |
|  |                           |  |  |  |  |  |  |  |  |  |  |  |  |

## Филмография
Телевизионни появи:
- 2004: The Forgotten Kingdom: Prince Harry in Lesothо, Ай Ти Ви, и продуцент[32]
- 2012: The Diamond Queen, Би Би Си[469]
- 2014: Harry's South Pole Heroes, Ай Ти Ви[470]
- 2016: Our Queen at 90, Ай Ти Ви[471]
- 2016: Elizabeth at 90: A Family Tribute, Би Би Си[472]
- 2016: Prince Harry in Africa, Ай Ти Ви[473]
- 2017: Diana, Our Mother: Her Life and Legacy, Ай Ти Ви[474]
- 2017: Diana, 7 Days, Би Би Си[475]
- 2018: Queen of the World, HBO[476]
- 2019: Harry & Meghan: An African Journey, Ай Ти Ви[477]
- 2020: Rising Phoenix, Нетфликс[478]
- 2021: Oprah with Meghan and Harry, Си Би Ес[479]
- 2021: The Me You Can't See, Епъл ТV, и продуцент[480]
- предстоящо: Heart of Invictus, Нетфликс, и продуцент[481]

## Обяснителни бележки
1. ↑  Той е официално наречен „принц Хенри Уелски“ от раждането си до брака си, но е известен като „принц Хари“. „Хари“ е умалителна форма на „Хенри“.
2. ↑  Втори лейтенант е младши офицерски военен чин в много въоръжени сили, сравним с ранг OF-1 на НАТО.
3. ↑  Слуховете, че Хари е син на Джеймс Хюит, с когото майка му е имала връзка, са отречени от Хюит. Хюит казва: „Трябва да заявя веднъж завинаги, че не съм бащата на Хари. Когато срещнах Даяна, той вече беше малко дете.“ Полицейският бодигард на Даяна Кен Уорф и нейният иконом Пол Бърел се съгласяват, че Хюит и Даяна не са се срещали до раждането на Хари.
4. ↑  Принц Андрю (негов чичо по бащина линия), лейди Сара Армстронг-Джоунс (негова първа братовчедка по бащина линия), Каролин Бартоломю (по баща Прайд), Браян Орган (британски художник), Джералд Уорд (бивш офицер от Дворцовата кавалерия) и Силия, лейди Вести (по баща Найт).
5. ↑  През 2020 г. Спотифай е критикуван от групи срещу дезинформацията, когато теоретикът на конспирацията Алекс Джоунс се появява в подкаста The Joe Rogan Experience. През януари 2022 г. 270 учени, лекари, професори, лекари и здравни работници пишат отворено писмо до Спотифай, изразявайки загриженост относно „фалшиви и вредни за обществото твърдения“ относно The Joe Rogan Experience и поискват от Спотифай „да установи ясна и публична политика за модериране дезинформация на неговата платформа." 270-те подписали възразяват срещу Джо Роугън, който „излъчва дезинформация, особено по отношение на пандемията от COVID-19“, и по-конкретно „силно противоречив епизод с участието на гост д-р Робърт Малоун (#1757). На 25 януари 2022 г. Нийл Йънг поисква музиката му да бъде премахната от Спотифай, заради дезинформацията за Джо Роугън за COVID-19. На следващия ден, макар да застава на страната на Роугън, Спотифай обявява, че ще премахне цялата музика на Йънг по негово искане, заявявайки, че съжалява за решението на Йънг и се надява „да го приветства отново скоро“. На 28 януари Джони Мичъл обявява, че тя ще премахне музиката си от Спотифай в подкрепа на Йънг. На 29 януари Джеймс Блънт се шегува в Туитър, че ще пусне музиката си в Спотифай, освен ако не премахнат подкаста The Joe Rogan Experience от платформата, докато Нилс Лофгрен обявява, че ще изтегли музиката си от Спотифай в подкрепа на Йънг. Подкастърът и автор Брене Браун също обявява, че няма да пуска ексклузивни подкасти за Спотифай до второ нареждане. Принц Хари и Меган Маркъл, които подписват многогодишно партньорство със Спотифай, заявяват, че от април 2021 г. те също са започнали да „изразяват загриженост“ относно дезинформацията за COVID-19 на платформата. На 30 януари главният изпълнителен директор на Спотифай Даниел Ек обявява, че Спотифай ще постави предупредителни предупреждения върху подкасти, които обсъждат COVID-19 на платформата, която ще пренасочва към информационен център за COVID-19. Източник: Критика на Спотифай, посетено на 18 септември 2022 г.
6. ↑  Втори лейтенант е младши офицерски военен чин в много въоръжени сили, сравним с ранг OF-1 на НАТО.
7. ↑  Лейтенант е младши офицерски ранг в Британската армия и в Кралската морска пехота. Той е с ранг над втори лейтенант и под капитан, има код за ранг на NATO OF-1 и е старши подчинен ранг.
8. ↑  Капитан (Capt) е младши офицерски чин от британската армия и Кралската морска пехота. И в двете служби има ранг над „лейтенант“ и под „майор“ с код за ранг на НАТО OF-2.
9. ↑  Майор е военно звание, което се използва както от британската армия, така и от Кралската морска пехота. Рангът е над капитана и под подполковника.
10. ↑  Лейтенант командир е офицерско звание в Кралския флот на Обединеното кралство. Това е непосредствено под командир и непосредствено над военноморското звание „лейтенант“. Еквивалентният ранг в британската армия и Кралската морска пехота е майор; а в Кралските военновъздушни сили е командир на ескадрила.
11. ↑  Командирът на ескадрила на военновъздушните сили е с ранг над лейтенант и непосредствено под командир на крило и е най-младшият от старшите офицерски рангове. Рангът на командир на ескадрила във военновъздушните сили има код за ранг на НАТО OF-3, еквивалентен на лейтенант-командир в Кралския флот или майор в Британската армия или Кралската морска пехота.
12. ↑  В хералдиката страните на щита се определят не от положението на зрителя, а от това на този, който го държи. Поради тази причина хералдично ляво е всъщност дясно за зрителя и т.н.

## Библиографски бележки
1. 1 2  www.britannica.com
2. 1 2  www.washingtonpost.com
3. ↑  www.royal.uk //   Посетен на 17 април 2020 г.
4. ↑  Prince Harry //  The Royal Household.   Посетен на 30 септември 2022.
5. ↑  Winsor, Morgan. Queen Elizabeth dies at 96: How the British royal line of succession changes. // abcnews.go.com. ABC, 8 септември 2022. Посетен на 30 септември 2022.
6. ↑  Patronages //  Prince Harry.   British Royal Family. Посетен на 30 септември 2022.
7. ↑  Samuelson, Kate. How Princes William and Harry Are Carrying on Causes Close to Princess Diana's Heart //   Time magazine, 25 август 2017.  Архивиран от оригинала на 7 юни 2018. Посетен на 24 май 2018.
8. ↑  "Princess Di gives birth to boy". The Evening News. London. Associated Press. 16 септември 1984. Посетен на 30 септември 2022.
9. ↑  "Prince Harry – Biography". Office of the Prince of Wales. Архивиран от оригинала на 3 ноември 2012. Посетен на 5 май 2015.
10. ↑  Smith, Terry; Rosemary Thorpe-Tracey (14 January 1985). "A Windsor War". People. 23 (2). Посетен на 6 юни 2013.
11. ↑  "Growing Up Royal". Time. 25 April 1988. Архивиран от оригинала на 31 март 2005. Посетен на 4 юни 2009.
12. ↑  Toneli, Lucia (2 October 2021). "You Could Be Prince Charles and Camilla's Neighbor for $10.1 Million". Town & Country. Посетен на 30 септември 2022.
13. ↑  "Prince Harry". People. Архивирано от оригинала на 9 април 2008. Посетено на 15 октомври 2008.
14. ↑  "The Prince of Wales – At Work – Countries Visited". Clarence House. Архивирано от оригинала на 2 февруари 2009.Посетено на 15 октомври 2008.
15. ↑  "When princes Harry and William visited Canada with their parents". CBC. 18 октомври 2019 Посетено на 30 септември 2022.
16. ↑  "'What about Harry?' When 2 teenage princes and their dad visited Canada". CBC. 13 януари 2020. Посетено на 30 септември 2022.
17. ↑  "Timeline: How Diana Died". London: BBC. 14 декември 2006. 30 август 1997. Посетено на 30 септември 2022.
18. ↑  "BBC ON THIS DAY – 6–1997: Diana's funeral watched by millions". London: BBC. 6 септември 1997. Посетено на 30 септември 2022.
19. ↑  Prince William in pictures //  The Telegraph.   London, 18 март 2011. Посетен на 30 септември 2022.
20. ↑  Prince Harry //  People.    Архивиран от оригинала на 9 април 2008.
21. ↑  Taylor, Alex. Harry and Meghan: What's the media's 'invisible contract' with British royalty? //  BBC.   11 март 2021. Посетен на 30 септември 2022.
22. ↑  What is it like at Eton College? //  BBC News.   London, 4 юли 2005. Посетен на 30 септември 2022.
23. ↑  Prince Harry's A-level results //  BBC News.   London, 14 август 2003. Посетен на 30 септември 2022.
24. ↑  A Royal Brush with the Olympics //   BBC America, July–August 2012.  Архивиран от оригинала на 11 октомври 2013. Посетен на 12 август 2012. He's not an Olympian, but Prince Harry is a top tier athlete, playing competitive polo and rugby. While attending Sandhurst Military Academy Harry played polo for the army, and in 2004 trained as a Rugby Development Officer for the Rugby Football Union
25. 1 2 3  Morris, Steven. Prince Harry, a weak student who was helped to cheat in exam, says ex-teacher //  The Guardian.   10 май 2005. Посетен на 30 септември 2022.
26. ↑  Alleyne, Richard. 'Teacher did Prince Harry's exam paintings' //  The Daily Telegraph.   10 май 2005. Посетен на 30 септември 2022.
27. ↑  Prince Harry denies exam cheat allegation //  The Daily Telegraph.   9 октомври 2004. Посетен на 30 септември 2022.
28. ↑  Maley, Jacqueline. £45,000 damages for teacher who accused Prince Harry of cheating //  The Guardian.   14 февруари 2006. Посетен на 30 септември 2022.
29. ↑  Chrisafis, Angelique. Harry's hail and farewell to Eton //  The Guardian.   13 юни 2003. Посетен на 30 септември 2022.
30. ↑  Prince Harry still at cattle station //  The Sydney Morning Herald.   27 септември 2003. Посетен на 16 септември 2022.
31. ↑  The Prince of Wales – Prince Harry – Interests //   Clarence House.  Архивиран от оригинала на 16 юни 2008. Посетен на 15 октомври 2008.
32. 1 2  Perry, Simon. Prince Harry Makes African TV Documentary //  People.   7 септември 2004. Посетен на 15 септември 2022.
33. ↑  Harry begins Sandhurst training //  BBC News.   8 май 2005. Посетен на 30 септември 2022.
34. 1 2  "No. 58667". The London Gazette (Supplement). 15 April 2008. с. 5736. Посетено на 30 септември 2022
35. ↑  U.K.'s Prince Harry may be kept from frontlines //  NBC News.   24 април 2006. Посетен на 30 септември 2022.
36. ↑  Reid defends Harry in service row //  BBC News.   24 април 2006. Посетен на 30 септември 2022.
37. ↑  Witchell, Nicholas. Harry Iraq deployment no surprise //  BBC News.   22 февруари 2007. Посетен на 30 септември 2022.
38. ↑  British army chief: Prince Harry to Iraq //   NBC News, 30 април 2007. Посетен на 30 септември 2022.
39. ↑  Prince Harry will not go to Iraq //  CNN.   17 май 2007. Посетен на 30 септември 2022.
40. ↑  Hilder, James. A 'Wild West' in the east where militias learn their deadly trade //  The Times.   27 април 2007.  Архивиран от оригинала на 2008-12-03. Посетен на 14 октомври 2008.
41. ↑  Prince Harry will not go to Iraq //   CNN, 17 май 2007. Посетен на 30 септември 2022.
42. ↑  Prince Harry deployment update //   Clarence House.  Архивиран от оригинала на 28 септ. 2018. Посетен на 14 октомври 2008.
43. ↑  Prince Harry may be training in Alberta: reports //   CTV, 2 юни 2007.  Архивиран от оригинала на 2012-10-11. Посетен на 30 септември 2022.
44. ↑  Prince Harry on Afghan front line //  BBC News.   28 февруари 2008. Посетен на 30 септември 2022.
45. ↑  Prince Harry on front line in Afghanistan //   NBC News, 28 февруари 2008. Посетен на 30 септември 2022.
46. ↑  Gammell, Caroline. How the Prince Harry blackout was broken //  The Daily Telegraph.   28 февруари 2008. Посетен на 30 септември 2022.
47. ↑  Audrey, Gillian. Harry secretly serving in Afghanistan //  The Guardian.   London, 28 февруари 2008. Посетен на 30 септември 2022.
48. ↑  Prince Harry to be recalled from Afghanistan //  The Guardian.   Посетен на 15 септември 2022.
49. ↑  Majendie, Paul. Prince Harry back from Afghan frontline //  Reuters.   Посетен на 15 септември 2022.
50. ↑  Prince Harry in Taliban gun battle //  The Daily Telegraph.   28 февруари 2008. Посетен на 15 септември 2022.
51. ↑  On patrol with Prince Harry //  The Daily Telegraph.   28 февруари 2008. Посетен на 30 септември 2022.
52. ↑  Katie Nicholl. William and Harry.   Weinstein Books, 2010. ISBN 978-1-60286-140-4. с. 242–243.
53. ↑  Patrick Winn. F-15 pilots recall airstrike directed by Prince Harry //  USA Today.   15 март 2008. Посетен на 30 септември 2022.
54. ↑  Pierce, Andrew. Prince Harry receives Afghan medal //  Telegraph.co.uk.   5 май 2008. Посетен на 30 септември 2022.
55. ↑  Prince Harry aims to become pilot //   London, BBC, 27 октомври 2008. Посетен на 15 септември 2022.
56. ↑  Princes enjoy RAF Shawbury //   BBC, юни 2009. Посетен на 15 септември 2022.
57. ↑  Prince Harry awarded provisional flying wings by Prince of Wales //  The Daily Telegraph.   London, 7 май 2010.  Архивиран от оригинала на 10 май 2010. Посетен на 7 май 2010.
58. ↑  Prince Harry Fast Facts //  CNN.   14 септември 2014. Посетен на 15 септември 2022.James McConnachie. The Rough Guide to the Royals.   Rough Guides, 5 април 2012. ISBN 978-1-4093-6010-0. с. 55.
59. 1 2 3  Nikkhah, Roya. Prince Harry promoted to captain in Army //  The Daily Telegraph.   UK, 17 април 2011. Посетен на 15 септември 2022.
60. ↑  Collins, Nick. Prince Harry to return to Afghanistan //  The Daily Telegraph.   UK, 16 юни 2011. Посетен на 15 септември 2022.
61. ↑  Grieco, Sarah. Prince Harry Arrives in El Centro //  KNSD.   San Diego, 13 октомври 2011. Посетен на 15 септември 2022.
62. ↑  Martinez, Michael. Prince Harry arrives at U.S. base for live-fire helicopter training //   CNN, 7 октомври 2011. Посетен на 15 септември 2022.
63. ↑  Prince Harry 'top of class' in US helicopter training //  The Daily Telegraph.   UK, 19 октомври 2011. Посетен на 15 септември 2022.
64. ↑  Guerin, Michelle. Prince Harry parties at San Diego clubs //  San Diego Union-Tribune.   10 октомври 2011. Посетен на 15 септември 2022.Kelly, Cara. Prince Harry parties at San Diego night club //  The Washington Post.   11 октомври 2011. Посетен на 15 септември 2022.Stickney, R. Prince Harry Parties at a Gaslamp Club //  KNSD.   San Diego, 13 октомври 2011. Посетен на 15 септември 2022.Rainey, Sarah. Prince Harry 'dating Californian cocktail waitress' //  The Daily Telegraph.   United Kingdom, 22 октомври 2011. Посетен на 15 септември 2022.
65. ↑  Foster, Max. Prince Harry returns to England after U.S. training //   CNN, 29 ноември 2011. Посетен на 15 септември 2022.
66. ↑  Prince Harry deployed to Afghanistan //  BBC News.   7 септември 2012. Посетен на 15 септември 2022.
67. ↑  Afghan Taliban threaten to kidnap and kill Prince Harry //  Reuters.   10 септември 2012. Посетен на 15 септември 2022.
68. ↑  Prince Harry under guard during Taliban attack on base //  BBC.   18 септември 2012. Посетен на 15 септември 2022.
69. ↑  Prince Harry shielded from attack //  The Sydney Morning Herald.   19 септември 2012. Посетен на 15 септември 2022.
70. ↑  UK's Prince Harry returns from Afghanistan //   21 януари 2013. Посетен на 15 септември 2022.
71. ↑  Prince Harry, known in the British Army as Captain Harry Wales, has qualified as an Apache aircraft commander //   British Government, 8 юли 2013. Посетен на 15 септември 2022.
72. ↑  "Prince Harry 'driving wedge between forces and Afghan locals'". The Daily Telegraph. 22 януари 2013. Посетено на 15 септември 2022
73. ↑  "Taliban retaliate after Prince Harry compares fighting to a video game", The Guardian, 22 януари 2013. Посетено на 15 септември 2022
74. ↑  Holden, Michael. Britain's Prince Harry says he killed Afghan insurgents during tour //  Reuters.   21 януари 2013. Посетен на 15 септември 2022.
75. ↑  Prince Harry ends his attachment to Army Air Corps. //   British Government, 17 януари 2014. Посетен на 15 септември 2022.
76. ↑  Prince Harry launches Paralympic-style games for soldiers //  BBC News.   6 март 2014. Посетен на 15 септември 2022.
77. ↑  Prince Harry visits Tedworth House for Invictus Games trials //  News and Diary.   The Prince of Wales and Duchess of Cornwall, 6 май 2014. Посетен на 15 септември 2022.
78. ↑  Rayner, Gordon. Prince Harry sends his first tweet – slowly //  Telegraph.co.uk.   14 май 2014. Посетен на 15 септември 2022.
79. ↑  Prince Harry: Organising Invictus Games 'a real struggle' //   BBC, 31 юли 2014. Посетен на 15 септември 2022.
80. ↑  Bloody but unbowed – and rebuilt by sport //  The Sunday Times.   19 август 2014. Посетен на 15 септември 2022.
81. ↑  Prince Harry urges British team to 'beat everybody else' in Invictus Games //  The Telegraph.   13 август 2014. Посетен на 15 септември 2022.
82. ↑  Invictus Games 2016 fighting talk в  . Посетено на 15 септември 2022
83. ↑  "Prince Harry 'set to leave armed forces this year'", ITV News. 27 февруари 2015. Посетено на 15 септември 2022
84. ↑  "Prince Harry Takes a New Army Role Helping Injured Soldiers", The People, архивиран от оригинала на 3 февруари 2015
85. ↑  Williams, Julia. Prince Harry Visits the Battle Back Centre //  Leeds Beckett University News.   Leeds Beckett University.  Архивиран от оригинала на 2018-09-19. Посетен на 11 ноември 2017.
86. ↑  "Prince Harry visits Fisher House UK in Edgbaston to show his support for our Nation's Heroes", Birmingham Updates, архивирано от оригинала на 3 февруари 2015
87. ↑  Chavasse VC //  Help For Heroes.    Архивиран от оригинала на 25 януари 2017. Посетен на 27 януари 2017.
88. ↑  Prince Harry to leave Army in June //  BBC News.   17 март 2015. Посетен на 15 септември 2022.
89. ↑  Prince Harry to leave the Army in June //  BBC News.   17 март 2015. Посетен на 15 септември 2022.
90. ↑  Prince Harry to leave the Armed Forces //   Prince of Wales official website, 17 март 2015. Посетен на 16 септември 2022.
91. ↑  Prince Harry arrives in Australia //   Prince of Wales official website.  Архивиран от оригинала на 10 април 2015. Посетен на 8 април 2015.
92. ↑  Prince Harry 'not on traditional royal tour' as Captain Wales joins Australian Defence Force //   IBTimes UK, 4 юли 2015. Посетен на 15 септември 2022.
93. ↑  Prince Harry's Australian military attachment captured in series of photos released by ADF //  Australian Broadcasting Corporation.   9 май 2015. Посетен на 16 септември 2022.
94. ↑  Captain Wales concludes his attachment with the ADF //   ADF.  Архивиран от оригинала на 8 май 2015. Посетен на 10 май 2015.
95. ↑  "No. 61319". The London Gazette (Supplement). 11 August 2015. с. 14838.
96. ↑  Hurtado, Alexandra. Prince Harry Says 'Happiest Times' in His Life Were the '10 Years in the Army' //  Parade.   21 май 2021. Посетен на 16 септември 2022.
97. ↑  Prince Harry is Appointed Captain General Royal Marines //   Royal Family Official Site, 19 декември 2017. Посетен на 16 септември 2022.
98. ↑  "No. 62328". The London Gazette (Supplement). 19 June 2018. с. 10856–10862.
99. ↑  "Statement from Her Majesty The Queen". British Royal Family (Press release). 18 January 2020. Посетен на 30 септември 2022.
100. ↑  Harry and Meghan not returning as working members of Royal Family //  BBC News.   19 февруари 2021. Посетен на 19 февруари 2021.
101. ↑  Another one bites the dust! Prince Harry's first love to marry //   8 януари 2015. Посетен на 30 септември 2022.
102. ↑  Bates, Stephen. Harry at 21 on Camilla, the media and Aids children in Africa //  The Guardian.   London, 15 септември 2005. Посетен на 30 септември 2022.
103. ↑  Prince Harry awarded provisional flying wings by Prince of Wales //  The Daily Telegraph.   London, 7 май 2010.  Архивиран от оригинала на 10 май 2010. Посетен на 7 май 2010.
104. ↑  Pierce, Andrew. Prince Harry receives Afghan medal //  Telegraph.co.uk.   5 май 2008. Посетен на 30 септември 2022.
105. ↑  Prince Harry and girlfriend split //  BBC News.   24 януари 2009. Посетен на 30 септември 2022.
106. ↑  Eden, Richard. Prince Harry set to marry Cressida Bonas, say friends //  The Telegraph.   London, 5 октомври 2013. Посетен на 30 септември 2022.
107. ↑  Prince Harry and Cressida Bonas in 'amicable split' //  BBC News.   30 април 2014. Посетен на 30 септември 2022.
108. ↑  Why Prince Harry invited two of his ex-girlfriends to the Royal Wedding //   21 май 2018. Посетен на 30 септември 2022.
109. ↑  Furness, Hannah. Prince Harry and Meghan Markle engaged: 'She didn't even let me finish!' Couple describe 'sweet, natural and very romantic' proposal //  The Daily Telegraph.   27 ноември 2017.  Архивиран от оригинала на 27 ноември 2017. Посетен на 30 септември 2022.
110. ↑  Prince Harry, Meghan Markle to finally tie the knot //   CBC News, 27 ноември 2017.  Архивиран от оригинала на 27 ноември 2017. Посетен на 30 септември 2022.
111. ↑  Vallance, Adam. A Statement by the Communications Secretary to Prince Harry //   The Royal Family, 8 ноември 2016.  Архивиран от оригинала на 27 септември 2017. Посетен на 30 септември 2022.
112. ↑  Booth, Robert. Prince Harry attacks press over 'wave of abuse' of girlfriend Meghan Markle //  The Guardian.   8 ноември 2016. Посетен на 30 септември 2022.
113. 1 2  Rayner, Gordon. The Duke of Cambridge approved Prince Harry's plea to trolls to leave Meghan Markle alone //  The Telegraph.   30 ноември 2016.  Архивиран от оригинала на 12 септември 2017. Посетен на 30 септември 2022.
114. ↑  Meghan Markle attends Invictus Games //  BBC News Online.   24 септември 2017.  Архивиран от оригинала на 27 септември 2017. Посетен на 30 септември 2022.
115. ↑  Prince Harry, Meghan Markle make first official public appearance //   ABC News, 24 септември 2017. Посетен на 30 септември 2022.
116. ↑  Prince Harry and Ms. Meghan Markle are engaged to be married //  royal.gov.uk.   The Official Website of the British Royal Family, 27 ноември 2017. Посетен на 30 септември 2022.
117. ↑  Frost, Katie. Prince Harry and Meghan Markle Are Engaged! (Nov. 27, 2017) //  Town and Country magazine.   27 ноември 2017. Посетен на 30 септември 2022.
118. ↑  Bourke, Latika. Royal wedding: Prince Harry and Meghan Markle announce engagement //  The Age.   27 ноември 2017.  Архивиран от оригинала на 27 ноември 2017. Посетен на 30 септември 2022.
119. ↑  Katwala, Sunder. Meghan Markle has already changed the way we think about race //  The Daily Telegraph.   25 май 2018.  Архивиран от оригинала на 13 юли 2018. Посетен на 30 септември 2022.
120. ↑  Grigoriadis, Vanessa. Inside the Markle Family Breakdown //   Vanity Fair, 19 декември 2018. Посетен на 30 септември 2022.
121. ↑  Harry and Meghan to wed in Windsor in May //  BBC News.   28 November 2017. Посетен на 30 септември 2022.
122. ↑  Vickers, Hugo. St George's Chapel: Inside the Windsor Castle venue for tomorrow's royal wedding //  The Telegraph.   19 май 2018. Посетен на 30 септември 2022.
123. ↑  Meghan and Harry interview: Racism claims, duke 'let down' by dad, and duchess on Kate //  BBC News.   9 март 2021. Посетен на 30 септември 2022.
124. ↑  Swerling, Gabriella. Prince Harry and Meghan's 'secret wedding' an exchange of vows and not legal ceremony //  The Daily Telegraph.   8 март 2021. sources within both the Church of England and those working for the Sussexes moved to clarify that the vows presided over by the Most Rev Justin Welby in the garden did not constitute a legal marriage. Instead, the "marriage" was merely a personal and private exchange of vows between the couple.
125. ↑  Siddique, Haroon. Meghan's claim of private garden wedding sparks confusion //  The Guardian.   8 март 2021. Посетен на 30 септември 2022.
126. ↑  Betancourt, Bianca. Prince Harry and Meghan Markle Donate Over $100,000 to a British Hunger Organization amid Coronavirus //   Harper's Bazaar, 15 април 2020. Посетен на 30 септември 2022.
127. ↑  Prince Harry and Meghan Markle donate £90,000 to hunger charity amid pandemic //  The Independent.   16 април 2020. Посетен на 30 септември 2022. (на английски)
128. ↑  Ward, Victoria. Nottingham Cottage: The Kensington home where Meghan and Harry live as a married couple //  The Telegraph.   22 май 2018. Посетен на 30 септември 2022.
129. ↑  With child coming, it's off to the country for Prince Harry and Meghan Markle //   NBC News, 24 ноември 2018. Посетен на 30 септември 2022.
130. ↑  Prince Harry and Meghan are moving to the suburbs //   CBS News, 24 ноември 2018. Посетен на 30 септември 2022.
131. ↑  Harry and Meghan taxpayer-funded renovations cost £2.4m //  BBC News.   25 юни 2019. Посетен на 30 септември 2022.
132. ↑  Low, Valentine. £2.4m bill for renovation of Meghan and Harry's house, Frogmore Cottage //  The Times.   25 юни 2019. Посетен на 30 септември 2022.
133. ↑  Prince Harry: Frogmore Cottage renovation cost repaid //  BBC News.   7 септември 2020. Посетен на 30 септември 2022.
134. ↑  Barry, Ellen. Meghan, Duchess of Sussex, gives birth to a boy //  The New York Times.   6 май 2019.  Архивиран от оригинала на 6 май 2019. Посетен на 30 септември 2022.
135. ↑  Duke and Duchess of Sussex step back from senior royal duties. Read their full statement //  CNN.   8 януари 2020. Посетен на 30 септември 2022.
136. ↑  Booth, William. Prince Harry and Meghan to 'step back' as senior royals and split time between Britain and North America //   8 януари 2020. Посетен на 30 септември 2022.
137. ↑  Elser, Daniela. Queen rejects Harry and Meghan's plan //   news.com.au, 20 януари 2020. Посетен на 30 септември 2022.
138. ↑  Harry and Meghan buy home on Santa Barbara estate that was subject of 1998 novel Riven Rock //  Daily Telegraph.   13 август 2020. Посетен на 30 септември 2022.
139. ↑  Petit, Stephanie. What Is Archie's Chick Inn? The Sweet Moment You Missed from Meghan and Harry's Oprah Interview //  People.   8 март 2021. Посетен на 30 септември 2022.
140. ↑  Foster, Max. Meghan and Prince Harry welcome second child //  CNN.   7 юни 2021. Посетен на 30 септември 2022.
141. ↑  Harvey-Jenner, Catriona. Meghan Markle reveals the sweet reason behind her dog's name //  Marie Claire.   19 ноември 2021. Посетен на 30 септември 2022.
142. ↑  Wylie, Catherine. Harry and Meghan adopt beagle called Mamma Mia //  The Independent.   24 август 2022. Посетен на 30 септември 2022.
143. ↑  The Royal Couple's Wedding Party Was Just Announced & They Already Sound SO Adorable //  Bustle.   16 май 2018. Посетен на 30 септември 2022.
144. ↑  The Special Family Connection Prince Harry Shares With 3 of His Royal Wedding Party Members //  Popsugar.   27 май 2018. Посетен на 30 септември 2022.
145. ↑  Sorry, great-grandma, but Meghan is leaving Archie in Canada for this trip //  The Times.   1 март 2020. Посетен на 30 септември 2022.
146. 1 2  Prince Harry and Meghan: Where does their fortune come from – and how will they make money? //  Daily Telegraph.   10 януари 2020. Посетен на 30 септември 2022.
147. ↑  Prince Harry and Meghan: Where do they get their money? //  BBC News.   24 януари 2021. Посетен на 30 септември 2022.
148. ↑  What will Prince Harry and Prince William inherit from Princess Diana? //  Daily Telegraph.   1 септември 2014. Посетен на 30 септември 2022.
149. ↑  Richard Ford. Princes inherit as royal big spender leaves £60m //  The Times.   2 април 2002. с. 8. Посетен на 5 април 2020.
150. ↑  Gonzales, Erica. Prince Harry Inherited More Money Than Prince William from Their Great-Grandmother //  Harper's Bazaar.   10 август 2018. Посетен на 30 септември 2022.
151. ↑  What will Prince Harry and Prince William inherit from Princess Diana? //  Daily Telegraph.   1 септември 2014. Посетен на 30 септември 2022.
152. ↑  Prince Harry recovers after thumb op //  BBC.   10 ноември 2000. Посетен на 30 септември 2022.
153. ↑  Hoge, Warren. Charles's Response to Use Of Drugs by Son Is Praised //  The New York Times.   14 януари 2022. Посетен на 30 септември 2022.
154. ↑  Barnett, Antony. Prince Harry taken to drink and drugs rehab clinic //  The Guardian.   13 януари 2002. Посетен на 17 септември 2022.
155. ↑  Bates, Stephen. Prince praised for stance on Harry's drug use //  The Guardian.   14 януари 2002. Посетен на 17 септември 2022.
156. 1 2  Furness, Hannah. Prince Harry: I sought counselling after 20 years of not thinking about the death of my mother, Diana, and two years of total chaos in my life //  The Telegraph.   19 април 2017. Посетен на 17 септември 2022.
157. ↑  Weaver, Hilary (17 април 2017). "Prince Harry Reveals He Went to Therapy to Deal with Princess Diana's Death". Vanity Fair. Посетен на 17 септември 2022.
158. ↑  Mitchell, Kevin. The mental health benefits of boxing //  The Guardian.   17 април 2017. Посетен на 17 септември 2022.
159. ↑  Mizoguchi, Karen. Prince Harry Says Requests for Help to His Family Were 'Met with Total Silence, Total Neglect' //  People.   20 май 2021. Посетен на 17 септември 2022.
160. ↑  Mizoguchi, Karen. Prince Harry Says Requests for Help to His Family Were 'Met with Total Silence, Total Neglect' //  People.   20 май 2021. Посетен на 17 септември 2022.
161. ↑  Ross, Martha. Katie Couric met allegedly smelly Prince Harry at a vulnerable time //  The Mercury News.   30 септември 2021. Посетен на 30 септември 2022.
162. ↑  Lewis, Sophie. Prince Harry says parenting style of royal family inflicts "pain and suffering" //  CBS News.   16 май 2021. Посетен на 17 септември 2022.
163. ↑  Michelson, Andrea. Prince Harry says 'pain and suffering' is in the royal family's DNA. Here's how genetic trauma works. //  Insider.   19 май 2021. Посетен на 17 септември 2022.
164. ↑  Hayes, Andy. Prince Harry has to meditate 'every single day' to maintain mental health //  Sky News.   4 февруари 2022. Посетен на 17 септември 2022.
165. ↑  The royals and politics: Can we ever know what they really think? //  Canadian Broadcasting Corporation.   11 октомври 2020. Посетен на 17 септември 2022.
166. ↑  Concha, Joe. Trump wishes Prince Harry 'luck' with Meghan Markle after Biden endorsement: 'Not a fan' //   23 септември 2020. Посетен на 17 септември 2022.[неработеща препратка]
167. ↑  Prince Harry 'duped by Greta Thunberg call' Russian pranksters say //  BBC.   11 март 2020. Посетен на 17 септември 2022.
168. ↑  Driver, George. Prince Harry Just Told The Public He's A Feminist And Yes To Modern Royalty //   ELLE News, 15 януари 2019. Посетен на 17 септември 2022.
169. ↑  Hallman, Caroline. Meghan Markle Opens Up About Prince Harry's Feminism with Gloria Steinem //   Town&Country, 26 август 2020. Посетен на 17 септември 2022.
170. 1 2  Robertson, Chris. Prince Harry faces backlash in the US after calling First Amendment 'bonkers' //  Sky News.   17 май 2021. Посетен на 17 септември 2022.
171. ↑  Ng, Kate. Prince Harry criticised after calling First Amendment in USA 'bonkers' //  Independent.co.uk.   17 май 2021. Посетен на 17 септември 2022.
172. ↑  Harry says he warned Twitter boss ahead of Capitol riot //  BBC.   10 ноември 2021. Посетен на 17 септември 2022.
173. ↑  Marsh, Sarah. Prince Harry says he warned Twitter boss a day before Capitol riot //  The Guardian.   10 ноември 2021. Посетен на 17 септември 2022.
174. ↑  Elbaum, Rachel. Prince Harry says he warned Twitter CEO about Jan. 6 Capitol riot //  NBC News.   10 ноември 2021. Посетен на 17 септември 2022.
175. ↑  Wheeler, Richard. Harry 'supports bid to remove visa fees for foreign-born UK veterans' //  The Independent.   7 декември 2021. Посетен на 17 септември 2022.
176. ↑  Gloria Steinem, the Duchess of Sussex, and Jessica Yellin on Abortion Rights, the ERA, and Why They Won't Give Up Hope //  Vogue.   28 юни 2022. Посетен на 17 септември 2022.
177. ↑  Hurley, Bevan. Prince Harry condemns the 'rolling back of constitutional rights' in United Nations speech //  The Independent.   18 юли 2022. Посетен на 17 септември 2022.
178. ↑  Prince Harry and Boris Johnson mocked by US Supreme Court judge for speaking out against aborting ruling //  Sky News.   29 юли 2022. Посетен на 17 септември 2022.
179. ↑  Regency Act 1937, s 6(1).
180. ↑  A new Household for His Royal Highness Prince William of Wales and His Royal Highness Prince Henry of Wales //  The Prince of Wales – Media Centre.   Clarence House, 6 януари 2009. Посетен на 17 септември 2022.
181. ↑  Prince Harry arrives in Belize at the start of his Diamond Jubilee tour on behalf of The Queen //   Prince of Wales, 2 март 2012.  Архивиран от оригинала на 9 август 2012. Посетен на 31 март 2012.
182. ↑  Harris, Carolyn. Royals of the Caribbean 2: Prince Harry is Partying with a Purpose in Belize, the Bahamas, Jamaica and Brazil //  Royal Historian.   5 март 2012. Посетен на 17 септември 2022.
183. ↑  Prince Harry praises UK and Brazil bonds //  BBC News.   10 март 2012. Посетен на 17 септември 2022.
184. ↑  Serpe, Gina. Prince Harry Goes Pop: Shakes Tambourine—and His Booty!—on Queen's Diamond Jubilee Song //  E! Online.   18 май 2012. Посетен на 17 септември 2022.
185. ↑  Prince Harry to tour US to promote troops' rehabilitation //  BBC News.   25 март 2013. Посетен на 17 септември 2022.
186. ↑  Prince Harry Celebrates Navy Centenary in Oz //   Sky News, 5 октомври 2013. Посетен на 17 септември 2022.
187. ↑  Prince Harry visits HQ of Australian SAS in Perth //   BBC, 6 октомври 2013. Посетен на 17 септември 2022.
188. ↑  Prince Harry pays tribute to Estonia's soldiers during visit //  BBC News.   16 май 2014. Посетен на 17 септември 2022.
189. ↑  Prince Harry meets Estonian troops during Nato training exercise //  BBC News.   17 май 2014. Посетен на 17 септември 2022.
190. ↑  Prince Harry commemorates sacrifice of Polish soldiers who captured Monte Cassino //  The Daily Telegraph.   17 май 2014. Посетен на 17 септември 2022.
191. ↑  Prince Harry honours the Monte Cassino fallen troops killed in Italy battle //  The Daily Telegraph.   18 май 2014. Посетен на 17 септември 2022.
192. ↑  Prince Harry meets Afghan war widow at Fields of Remembrance event //  The Daily Telegraph.    Архивиран от оригинала на 9 ноември 2014.
193. ↑  Prince Philip reunited with pilot he saved in Pacific during WW2 //  The Daily Telegraph.   7 ноември 2013. Посетен на 17 септември 2022.
194. ↑  Prince Harry arrives in Australia //   Prince of Wales official website.  Архивиран от оригинала на 10 април 2015. Посетен на 8 април 2015.
195. ↑  Prince Harry farewells Australia, greets fans at Sydney Harbour //   ABC, 7 май 2015. Посетен на 17 септември 2022.
196. ↑  Gallipoli100 and ANZAC100 commemorations //   British Monarchy Website.
197. ↑  Prince Harry joins First Lady Michelle Obama and Dr. Biden to Officially Launch Invictus Games Orlando 20162016 //   Invictus Games Foundation, 28 октомври 2015.  Архивиран от оригинала на 2022-09-20. Посетен на 17 септември 2022.
198. ↑  Prince Harry to promote Invictus Games in meeting with Barack Obama //  The Daily Telegraph.   28 октомври 2015. Посетен на 17 септември 2022.
199. ↑  The opening of Sentebale's Mamohato Children's Centre //   Sentebale, 12 януари 2016. Посетен на 17 септември 2022.
200. ↑  Programme details for Prince Harry's tour of Lesotho and South Africa //   Prince of Wales website, 19 ноември 2015. Посетен на 17 септември 2022.
201. ↑  "Prince Harry Gives Top Honour To Tutu". Sky News. Архивирано от оригинала на 3 декември 2015.
202. ↑  WATCH: Prince Harry falls TWICE while playing Polo near Cape Town //   Sentebale, 28 ноември 2015. Посетен на 17 септември 2022.
203. ↑  Sentebale //   Посетен на 17 септември 2022.
204. ↑  Prince Harry welcomed in Pokhara – The Himalayan Times //   22 март 2016. Посетен на 17 септември 2022.
205. ↑  Prince Harry coming back to Kathmandu today //   28 март 2016. Посетен на 17 септември 2022.
206. ↑  James, William. Prince Harry promises to listen as he starts new Commonwealth job //  U.K.   16 април 2018. Посетен на 17 септември 2022.
207. ↑  Prince Harry launches 'Walk of America' as he becomes patron of expedition //   ITV, 11 април 2018. Посетен на 17 септември 2022.
208. ↑  Griffiths, Emmy. The Queen has given Prince Harry the ultimate gift //   Hello!, 12 април 2018. Посетен на 17 септември 2022.
209. ↑  The Queen's Commonwealth Trust //   YouTube. Посетен на 17 септември 2022.
210. ↑  Harry and Meghan not returning as working members of Royal Family //  BBC News.   19 февруари 2021. Посетен на 17 септември 2022.
211. ↑  Britain's Prince Harry and Meghan Markle set for first trip abroad as newlyweds with Dublin tour //  Independent.ie.   19 юни 2018.  Архивиран от оригинала на 19 юни 2018. Посетен на 17 септември 2022.
212. ↑  Prince Harry and Meghan Markle to visit Dublin //  The Irish Times.   19 юни 2018.  Архивиран от оригинала на 2 юли 2018. Посетен на 17 септември 2022.
213. ↑  Prince Harry and Meghan to visit Australia in October for Invictus Games //  The Guardian.   11 юни 2018. Посетен на 18 септември 2022.
214. ↑  Royal tour: Harry and Meghan's overseas trip so far //   BBC, 31 октомври 2018. Посетен на 17 септември 2022.
215. ↑  Lyons, Kate. Bearing a baby and banana bread, Harry and Meghan enchant Australia //  The Guardian.   19 октомври 2018.  Архивиран от оригинала на 21 декември 2018. Посетен на 17 септември 2022.
216. ↑  Perry, Simon. Meghan Markle and Prince Harry Arrive Hand-in-Hand in Morocco for Last Royal Tour Before Baby //  People.   23 февруари 2019. Посетен на 17 септември 2022.
217. ↑  Harry and Meghan's new Instagram account is a record-breaking hit with millions //  USA TODAY.   2 април 2019. Посетен на 17 септември 2022. (на английски)
218. ↑  Petit, Stephanie. Prince Harry Continues Princess Diana's Legacy by Meeting with a Group of HIV+ Teens in Angola //   29 септември 2019. Посетен на 17 септември 2022.
219. ↑  Prince Harry Unveils New Conservation Project in Angola //   Harper's Bazaar, 29 септември 2019. Посетен на 17 септември 2022.
220. ↑  Gonzales, Erica. Meghan Markle, Prince Harry, and Archie's Royal Tour of Southern Africa: Everything You Need to Know //   Harper's Bazaar, 6 септември 2019. Посетен на 17 септември 2022.
221. ↑  Duke and Duchess of Sussex step back from senior royal duties. Read their full statement //  CNN.   8 януари 2020. Посетен на 17 септември 2022.
222. ↑  Booth, William. Prince Harry and Meghan to 'step back' as senior royals and split time between Britain and North America //   8 януари 2020. Посетен на 17 септември 2022.
223. ↑  Elser, Daniela. Queen rejects Harry and Meghan's plan //   news.com.au, 20 януари 2020. Посетен на 17 септември 2022.
224. ↑  Prince Harry joins Lewis Hamilton to open Silverstone museum //   BBC, 6 март 2020. Посетен на 17 септември 2022.
225. ↑  Relph, Daniela. Prince Harry and Meghan navigate a tricky return to duty. // BBC. 3 юни 2022. Посетен на 17 септември 2022.
226. ↑  Relph, Daniela. Prince Harry and Meghan navigate a tricky return to duty //  BBC.   3 юни 2022. Посетен на 17 септември 2022.
227. ↑  Harry and Meghan to visit UK in September for charity events //  BBC.   15 август 2022. Посетен на 17 септември 2022.
228. ↑  Meghan stays in London as Harry joins Royal Family at Balmoral to be at Queen's side //  Yahoo News.   8 септември 2022. Посетен на 17 септември 2022.
229. ↑  Why It’s Such A Big Deal That Prince Harry Wore His Military Uniform To Queen’s Vigil //   17 септември 2022. Посетен на 17 септември 2022.
230. ↑  Prince Harry '"heartbroken" after Queen's 'ER' initials stripped from shoulder of military uniform //  MSN.   18 септември 2022. Посетен на 18 септември 2022.
231. ↑  Mandell, Sean. Meghan Markle And Prince Harry's Meetings With Quibi Came At Request Of Founder Jeffrey Katzenberg //  ET Canada.   2 април 2021.  Архивиран от оригинала на 2021-04-03. Посетен на 17 септември 2022.
232. ↑  Spranklen, Annabelle. Have Meghan and Harry just hired a new crisis PR firm in the US? //  Tatler.   3 септември 2019. Посетен на 17 септември 2022.
233. ↑  Vallejo, Justin. Prince Harry and Meghan Markle hire US public relations team including ex-Pinterest executive //  The Independent.   14 ноември 2020. Посетен на 18 септимври 2022. The Duke and Duchess of Sussex named former Pinterest communications head Christine Schirmer to join their team along with Hollywood PR firm Sunshine Sachs.
234. ↑  Richwine, Lisa. Harry and Meghan sign with A-list agency to hit the speaking circuit //   Reuters, 24 юни 2020. Посетен на 18 септември 2022.
235. ↑  Netflix Teams With Prince Harry And Meghan Markle For Overall Deal //  mxdwn Television.   2 септември 2020. Посетен на 17 септември 2022.
236. ↑  Petit, Stephanie. Meghan Markle and Prince Harry to Host Virtual Talk on Improving the Digital World //  People.   16 октомври 2020. Посетен на 17 септември 2022.
237. ↑  McCluskey, Megan. 'This Is a Global Crisis.' Prince Harry and Meghan, the Duke and Duchess of Sussex, Discuss the State of the Digital World //   TIME, 2о октомври 2020. Посетен на 17 септември 2022.
238. ↑  Prince Harry and Meghan Markle's media empire expands with Spotify podcast deal //   15 декември 2020. Посетен на 18 септември 2022.
239. ↑  Meghan Markle and Prince Harry's Holiday Podcast Just Dropped — Hear Archie Talk for the First Time! //  People.   29 декември 2020. Посетен на 17 септември 2022.
240. ↑  Prince Harry named chief impact officer at mental health company //  Reuters.   23 март 2021. Посетен на 17 септември 2022.
241. ↑  Prince Harry takes a job with San Francisco-based mental health startup BetterUp //  ABC News.   23 март 2021. Посетен на 17 септември 2022.
242. ↑  Stelter, Brian. Prince Harry joins the Aspen Institute's fight against misinformation //  CNN.   24 март 2021. Посетен на 17 септември 2022.
243. ↑  Milmo, Dan. Prince Harry: online misinformation is a 'global humanitarian issue' //  The Guardian.   15 ноември 2021. Посетен на 17 септември 2022.
244. ↑  Truffaut-Wong, Olivia. Prince Harry Is Happy You Quit Your Job //  The Cut.   6 декември 2021. Посетен на 17 септември 2022.
245. ↑  Prince Harry criticised for encouraging people to quit their jobs for the sake of their mental health //  The New Zealand Herald.   6 декември 2021. Посетен на 17 септември 2022.
246. ↑  Sabur, Rozina. Silicon Valley start-up 'facing staff mutiny' over Prince Harry's role //  The Telegraph.   27 април 2022. Посетен на 17 септември 2022.
247. ↑  Robinson, Matthew. Prince Harry and Oprah are making a documentary series about mental health for Apple //   CNN, 10 април 2019. Посетен на 17 септември 2022.
248. ↑  Choe, Brandon. Oprah, Prince Harry Documentary Series 'The Me You Can't See' Premieres May 21 On Apple TV+ //  Deadline.   10 май 2021. Посетен на 17 септември 2022.
249. ↑  Stephens, Max. 'Prince Harry effect' adds to huge rise in students reporting mental health problems //  The Telegraph.   17 юни 2021. Посетен на 17 септември 2022.
250. ↑  Pallotta, Frank. Prince Harry is publishing a memoir //  CNN.   20 юли 2021. Посетен на 17 септември 2022.
251. ↑  Day, Nate. Prince Harry earning $20M for memoir: report //  Fox.   19 юли 2021. Посетен на 17 септември 2022.
252. ↑  Swain, Marianka. Who is JR Moehringer, Prince Harry's 'super ghost writer? //  The Telegraph.   20 юли 2021. Посетен на 17 септември 2022.
253. ↑  Petit, Stephanie. Prince Harry Announces $1.5 Million Charity Donation from Memoir at Surprise Polo Match Appearance in Aspen //  People.   19 август 2021. Посетен на 17 септември 2022.
254. ↑  Prince Harry reportedly secures lucrative four-book publishing deal //  The Telegraph.   24 юли 2021. Посетен на 17 септември 2022.
255. ↑  Nichols, Michelle. When Harry - and Meghan - met the deputy U.N. chief in New York //  Reuters.   25 септември 2021. Посетен на 17 септември 2022.
256. ↑  Betancourt, Bianca. Meghan Markle Wears the Perfect Camel Coat for a Meeting in New York City //  Harper's Bazaar.   23 септември 2021. Посетен на 17 септември 2022.
257. ↑  La Monica, Paul R. Meghan and Harry are getting into the sustainable investing game //  CNN.   12 октомври 2021. Посетен на 17 септември 2022.
258. ↑  Thomas, Daniel. Harry and Meghan become partners at ethical investment firm //  BBC.   12 октомври 2021. Посетен на 17 септември 2022.
259. ↑  Dalton, Jane. Prince Harry and Meghan 'set up 11 companies in tax haven' //  The Independent.   21 януари 2022. Посетен на 17 септември 2022.
260. ↑  Prince Harry lists UK charity as patronage - despite stepping back in 2019 //  Yahoo UK.   1 май 2020. Посетен на 18 септември 2022.
261. ↑  Lawless, Jill. It's final: Harry and Meghan won't return as working royals //   AP News, 19 февруари 2021. Посетен на 18 септември 2022.
262. ↑  What is the Concert for Diana? //   BBC, 13 август 2015. Посетен на 18 септември 2022.
263. ↑  Princes embark on Africa charity bike ride //  Reuters.   18 октомври 2008. Посетен на 18 септември 2022.
264. ↑  The Foundation of Prince William and Prince Harry //   Royal wedding 2011.info. Посетен на 7 февруари 2012.
265. ↑  The Foundation of Prince William and Prince Harry Celebrity Supporters & Events //   Look to the stars.org. Посетен на 30 септември 2022.
266. ↑  Furness, Hannah. Royal charity split: Duke and Duchess of Sussex to leave Royal Foundation //  The Telegraph.   The Daily Telegraph, 20 юни 2019. Посетен на 18 септември 2022.
267. ↑  Prince Harry and team arrive at South Pole //  BBC.   13 декември 2013. Посетен на 18 септември 2022.
268. ↑  Davies, Caroline. Prince Harry reaches South Pole on Walking with the Wounded expedition //  The Guardian.   13 декември 2013. Посетен на 30 септември 2022.
269. ↑  Prince Harry joins injured veterans' trek in Shropshire //   BBC, 30 септември 2015. Посетен на 30 септември 2022.
270. ↑  Prince Harry surprises villagers on Walk of Britain trek //   BBC, 20 октомври 2015. Посетен на 30 септември 2022.
271. ↑  Prince Harry Takes HIV Test Live on Facebook to Promote Awareness //  Time.   14 юли 2016. Посетен на 30 септември 2022.
272. ↑  Prince Harry attends AIDS 2016 //   International AIDS Conference YouTube Channel.  Архивиран от оригинала на 2022-09-20. Посетен на 2022-09-17.
273. ↑  Senthilingam, Meera. Prince Harry follows Diana's footsteps to fight AIDS //   CNN, 21 юли 2016. Посетен на 30 септември 2022.
274. ↑  Prince Harry and Rihanna get tested for HIV on World Aids Day //   ITV, 1 декември 2016. Посетен на 30 септември 2022.
275. ↑  Blair, Olivia. Prince Harry praised by Terrence Higgins Trust for taking HIV test live on Facebook //   14 юли 2016. Посетен на 30 септември 2022.
276. ↑  Prince Harry calls for HIV testing to be seen as completely normal //   17 ноември 2018. Посетен на 30 септември 2022.
277. ↑  Prince Harry praises Gareth Thomas for HIV stigma battle //   BBC, 16 ноември 2019. Посетен на 30 септември 2022.
278. ↑  Prince Harry: Why I'm editing Today programme //  BBC News.   27 декември 2017. Посетен на 30 септември 2022.
279. ↑  Prince Harry guest edits BBC Radio 4's Today programme //  The Royal Family.   27 декември 2017. Посетен на 30 септември 2022.
280. ↑  The Country That Brought its Elephants Back from the Brink //  BBC News.   27 декември 2017. Посетен на 18 септември 2022.
281. ↑  New Photos, Video Show Prince Harry Saving Elephants in Africa //   ABC, 29 октомври 2016. Посетен на 30 септември 2022.
282. ↑  Reslen, Eileen. Prince Harry Just Went on a Surprise Trip to Botswana Without Meghan Markle //  Town & Country.   10 август 2018. Посетен на 30 септември 2022.
283. ↑  Gumuchian, Marie-Louise. Prince Harry, Elton John to launch coalition against HIV in men //  Reuters.   30 септември 2022. Посетен на 14 юли 2018.
284. ↑  Scobie, Omid. Inside Prince Harry's Plan to 'Smash' the AIDS Stigma and Get More Men Testing for HIV //   Harper's Bazaar, 26 юли 2018. Посетен на 30 септември 2022.
285. ↑  Meghan Markle Made a Surprise Appearance With Prince Harry //  Time.   201. Посетен на 30 септември 2022.
286. ↑  Prince Harry surprises crowd, brings Duchess Meghan on stage for WE Day appearance //  USA TODAY.   2019. Посетен на 30 септември 2022.
287. ↑  Kosin, Julie. The Cambridges & Sussexes Launch Mental Health Texting Service Shout //   Harper's Bazaar, 10 май 2019. Посетен на 30 септември 2022.
288. ↑  Big problem with Prince Harry's speech at mysterious summit //  news.com.au.   1 август 2019. Посетен на 30 септември 2022.
289. ↑  Guy, Jack. Prince Harry launches sustainable travel initiative after private jet criticism //   CNN, 3 септември 2019. Посетен на 30 септември 2022.
290. ↑  Parsons, Matthew. Google Selects Prince Harry-Backed Travalyst for Emissions Data on Flight Searches //  Skift.   13 април 2022. Посетен на 30 септември 2022.
291. ↑  Prince Harry teams up with Google for eco-friendly travel with Travalyst //  The News International.   23 септември 2021. Посетен на 30 септември 2022.
292. ↑  Nolasco, Stephanie. Prince Harry, Meghan Markle reunite with Prince William, Kate Middleton for mental health PSA //  Fox News.   7 октомври 2019. Посетен на 30 септември 2022.
293. ↑  Picheta, Rob. Livin' on an Heir: Prince Harry and Jon Bon Jovi jam at Abbey Road //   CNN, 28 февруари 2020. Посетен на 30 септември 2022.
294. ↑  Stacey, Danielle. Why today is an exciting day for Prince Harry //   27 март 2020. Посетен на 30 септември 2022.
295. ↑  Sykes, Tom. Prince Harry Launches New Wellness Website to Help People Through the Pandemic //  The Daily Beast.   27 април 2020. Посетен на 18 септември 2022.
296. ↑  Andrew, Scottie. Prince Harry and Meghan quietly delivered meals to Los Angeles residents in need //   CNN, 16 април 2020. Посетен на 30 септември 2022.
297. ↑  Scobie, Omid. Prince Harry and Duchess Meghan Support #StopHateForProfit Facebook Advertising Boycott //  Harper's Bazaar.   27 юни 2020. Посетен на 18 септември 2022.
298. ↑  MacKelden, Amy. Duchess Meghan and Prince Harry Appear in Previously Unseen Baby2Baby Volunteering Footage //  Harper's Bazaar.   30 август 2020. Посетен на 18 септември 2022.
299. ↑  Betancourt, Bianca. Prince Harry Packed Meal Kits Alongside Veterans in Compton //  Harper's Bazaar.   18 ноември 2020. Посетен на 18 септември 2022.
300. ↑  Vax Live: Harry and Meghan to join Covid vaccine concert //  BBC News.   27 април 2021. Посетен на 18 септември 2022.
301. ↑  Prince Harry and Meghan Markle ask people to donate $5 for Archie's birthday to fund vaccine drive //  Independent.   6 май 2021. Посетен на 18 септември 2022.
302. ↑  Hitchings-Hales, James. Prince Harry and Meghan, The Duke and Duchess of Sussex, Call on Big Pharma CEOs to Combat Vaccine Equity Crisis //  Global Citizen.   6 май 2021. Посетен на 18 септември 2022.
303. ↑  Sanchez, Chelsey. Prince Harry Narrated a Special Earth Day Video About Protected Areas in Africa //  Harper's Bazaar.   22 април 2021. Посетен на 25 април 2021.
304. ↑  Alexi Robichaux. Prince Harry, The Duke of Sussex joins BetterUp as Chief Impact Officer //  BetterUp.   23 март 2021. Посетен на 18 септември 2022. To start, I’ve invited BetterUp to work with 'Peak State: Mental Fitness’, a platform I helped establish which provides practical online tools to enhance our mental fitness.
305. ↑  Harry appears in 'mental fitness' video ahead of reunion with Oprah //  PA Media.   28 май 2021. Посетен на 18 септември 2022.
306. 1 2  Prince Harry walks through Angola minefield 22 years after Diana //  BBC.   28 септември 2019. Посетен на 18 септември 2022.
307. ↑  Rayner, Gordon. Prince Harry carries on his mother's legacy with visit to Mozambique minefield //  The Telegraph.   21 юни 2010. Посетен на 18 септември 2022.
308. ↑  Prince Harry 'irritated' over landmine clearance efforts //  BBC.   18 август 2013. Посетен на 18 септември 2022.
309. ↑  Petit, Stephanie. Prince Harry Calls Killings of HALO Trust Staff in Afghanistan an 'Act of Barbarism' //  People.   10 юни 2021. Посетен на 18 септември 2022.
310. ↑  Perry, Kevin E. G. Prince Harry joins Jill Biden to pay tribute to military veteran athletes at virtual Warrior Games event //  The Independent.   14 септември 2021. Посетен на 18 септември 2022.
311. ↑  Meghan Markle and Prince Harry Promote Vaccine Equity at Global Citizen Live: 'A Basic Human Right' //  People.   25 септември 2021. Посетен на 18 септември 2022.
312. ↑  Betancourt, Bianca. Prince Harry Calls for an End to Drilling in Africa's Okavango River //  Harper's Bazaar.   15 октомври 2021. Посетен на 18 септември 2022.
313. ↑  Petit, Stephanie. Meghan Markle and Prince Harry Call Out Vaccine Equity Divide: 'Where Are the Doses?' //  People.   29 октомври 2021. Посетен на 18 септември 2022.
314. ↑  Foster, Max. Harry and Meghan express 'concerns' to Spotify over misinformation //  CNN.   30 януари 2022. Посетен на 30 септември 2022.
315. ↑  Javed, Saman. Prince Harry and Meghan Markle sign open letter calling for vaccine equity //  The Independent.   12 март 2022. Посетен на 30 септември 2022.
316. ↑  Prince Harry takes part in TV skit promoting his new sustainable travel campaign //  Sky News.   9 май 2022. Посетен на 18 септември 2022.
317. ↑  Petit, Stephanie. Prince Harry Makes Surprise Visit to Africa to Host U.S. Officials Touring Wildlife Areas //  People.   18 август 2022. Посетен на 18 септември 2022.
318. 1 2  The Prince of Wales – Prince Harry – Interests //   Clarence House.  Архивиран от оригинала на 16 юни 2008. Посетен на 15 октомври 2008.
319. ↑  A speech by Prince Harry at the Sentebale Polo Cub, Abu Dhabi //   20 ноември 2014. Посетен на 6 януари 2018.
320. ↑  Prince Harry backs England bid for Rugby World Cup //  The Telegraph.   London, 16 май 2009. Посетен на 18 септември 2022.
321. ↑  Prince Harry puts private jet storm behind him as he attends rugby league final at Wembley //  The Telegraph.   24 август 2019. Посетен на 18 септември 2022.
322. ↑  Prince Harry backs rugby move to kick out slavery song Swing Low, Sweet Chariot //  The Times.   21 юни 2020. Посетен на 18 септември 2022.
323. ↑  Ex-Engand hooker Brian Moore says Swing Low, Sweet Chariot must go //  Stuff.   21 юни 2020. Посетен на 18 септември 2022.
324. ↑  Welcome to our new patron – Prince Harry //   rugby-league.com, 5 юли 2017. Посетен на 18 септември 2022.
325. ↑  Harry and Meghan not returning as working members of Royal Family //  BBC News.   19 February 2021. Посетен на 18 септември 2022.
326. ↑  Bruner, Rasia. Meghan Markle and Prince Harry Were Total Sports at This Fun Gymnasium Event //   Time. Посетен на 18 септември 2022.
327. ↑  Prince Harry visits Depaul UK //  Depaul UK.   Посетен на 18 септември 2022.
328. ↑  Furness, Hannah. Prince Harry: Investing in sport for disadvantaged youth would save 'hundreds of millions of pounds' //  The Telegraph.   12 юни 2019. Посетен на 18 септември 2022.
329. ↑  Foster, Max. Meghan and Harry split from joint charity with William and Kate //   CNN, 20 юни 2019. Посетен на 18 септември 2022.
330. ↑  Furness, Hannah. Royal charity split: Duke and Duchess of Sussex to leave Royal Foundation //  The Daily Telegraph.   20 юни 2019. Посетен на 18 септември 2022.
331. ↑  The Duke and Duchess of Sussex have named their royal foundation //   Harper's Bazaar, 19 юли 2019. Посетен на 18 септември 2022.
332. ↑  Young, Julius. Prince Harry, Meghan Markle won't use 'Sussex Royal' after stepping back as senior members of royal family //   Fox News, 21 февруари 2020. Посетен на 18 септември 2022.
333. ↑  Perry, Simon. Meghan Markle and Prince Harry Take Another Formal Step Away from Their Ex-Royal Life //   3 юли 2020. Посетен на 18 септември 2022.
334. ↑  Newell, Claire. Exclusive: Charity Commission reviewing Prince Harry and Meghan's Sussex Royal organisation //  The Telegraph.   7 март 2021. Посетен на 18 септември 2022.
335. ↑  Ward, Victoria. Sussex Royal cleared over claims that it misused charity funds //  The Telegraph.   25 май 2021. Посетен на 18 септември 2022.
336. ↑  Foussianes, Chloe. Prince Harry and Meghan Markle's New Non-Profit Archewell Has a Sweet Tie to Baby Archie //  Town & Country.   7 април 2020. Посетен на 18 септември 2022.
337. ↑  Cartwright, Lexie. Harry and Meghan's Archewell trademark application rejected //   news.com.au, 18 юни 2020. Посетен на 18 септември 2022.
338. ↑  Cartwright, Lexie. Meghan Markle, Prince Harry launch website for charitable venture Archewell //   news.com.au, 23 октомври 2020. Посетен на 18 септември 2022.
339. 1 2  Majendie, Paul. Prince Harry: Wild child turned war hero //  Reuters.   1 март 2008. Посетен на 16 октомври 2008.
340. ↑  Prince Harry in nightclub scuffle //  BBC.   Посетен на 18 септември 2022.
341. ↑  Harry says sorry for Nazi costume //  BBC News.   London, 13 януари 2005. Посетен на 14 октомври 2008.
342. ↑  Harry public apology 'not needed' //  BBC News.   London, 14 януари 2005. Посетен на 14 октомври 2008.
343. ↑  Harry 'loves wonderful Camilla' //  BBC News.   7 октомври 2005. Посетен на 18 май 2018.
344. ↑  Summerskill, Ben. Charles, prince of the prudes //  The Guardian.   Посетен на 18 септември 2022.
345. ↑  "Prince Harry's 'Paki' comments 'completely unacceptable', says David Cameron" The Daily Telegraph, 11 януари 2009. Архивирано от оригинала на
346. ↑  Prince's racist term sparks anger //  BBC News.   11 януари 2009. Посетен на 30 септември 2022.
347. 1 2  Bates, Stephen. Video nasty: Prince Harry faces racism inquiry over footage of 'Paki' remark //  The Guardian.   17 януари 2009. Посетен на 18 септември 2022.
348. ↑  UK Gay Activist: Prince Harry's Male Kiss 'Liberated and Enlightened' //  Towleroad.   14 януари 2009.  Архивиран от оригинала на 2022-09-20. Посетен на 18 септември 2022.
349. ↑  Byron, Katy. Britain's Prince Harry apologizes for offensive language //   CNN, 11 януари 2009. Посетен на 30 септември 2022.
350. ↑  Shaw, Vicky. Harry told me 'you don't sound black' claims comic //  The Independent.   11 февруари 2009. Посетен на 30 септември 2022.
351. ↑  Prince Harry Reportedly Snorted Vodka //  CBS News.   2 октомври 2007. Посетен на 30 септември 2022.
352. ↑  Prince Harry Gone Wild, Snorting Vodka, Licking Male Nipple //  Towleroad.   8 октомври 2007.  Архивиран от оригинала на 2022-09-20. Посетен на 18 септември 2022.
353. ↑  Prince Harry naked photos during Vegas rager //  TMZ.   21 август 2012. Посетен на 18 септември 2022.
354. ↑  Payne, Ed. Naked photos of Prince Harry surface in Las Vegas //  CNN.   22 август 2012. Посетен на 22 август 2012.
355. ↑  Naked Prince Harry photos published online //  BBC News.   22 август 2012. Посетен на 22 август 2012.
356. ↑  Prince Harry's naked photos shrugged off in the U.K. //  National Post.   22 август 2012. Посетен на 22 август 2012.
357. ↑  Jobson, Robert. Nude Harry photos: How UK tabloids lost their sting //   CNN, 22 август 2012. Посетен на 22 август 2012.
358. ↑  Halliday, Josh. Naked pictures of Prince Harry published by gossip website //  The Guardian.   London, 22 август 2012. Посетен на 22 август 2012.
359. ↑  Prince Harry naked photos prompted palace call to PCC //  BBC News.   23 август 2012. Посетен на 23 август 2012.
360. ↑  Prince Harry naked Vegas photos published by Sun //  BBC News.   24 август 2012. Посетен на 24 август 2012.
361. ↑  Worden, Amy. Prince Harry takes heat for riding injured polo pony //  The Philadelphia Inquirer.   7 септ. 2010. Посетен на 18 септември 2022.
362. ↑  White, Charlotte. Prince Harry cleared of over-spurring his polo mount //  Horse & Hound.   13 септ. 2010. Посетен на 18 септември 2022.
363. ↑  Elton John defends Harry and Meghan's use of private jets //  BBC.   19 август 2019. Посетен на 18 септември 2022.
364. ↑  Webster, Ben. Prince Harry used private jet twice in a week after climate talks //  The Times.   19 август 2019. Посетен на 18 септември 2022.
365. ↑  Britton, Bianca. Harry and Meghan branded hypocrites for using private jets //   CNN. Посетен на 18 септември 2022.
366. ↑  Ng, Kate. Prince Harry criticised after flying in private jet after charity polo match //  The Independent.   Посетен на 18 септември 2022.
367. ↑  Furness, Hannah. Prince Harry takes private jet to one-day polo match and has kit transported in separate car //  The Telegraph.   Посетен на 18 септември 2022.
368. ↑  Ellson, Andrew. Harry and Meghan's private jet to US raises climate questions //  The Times.   6 юни 2022. Посетен на 18 септември 2022.
369. ↑  MacKelden, Amy. Prince Harry Didn't Pitch Meghan Markle to Disney CEO Bob Iger After All //  Harper's Bazaar.   Посетен на 18 септември 2022.
370. ↑  Did Harry put Disney networking before the Royal Marines? //  The Spectator.   Посетен на 18 септември 2022.
371. ↑  Prince's Foundation chairman Douglas Connell quits over claims charity accepted six-figure sum from Russian donor //  Sky News.   Посетен на 18 септември 2022.
372. ↑  Pogrund, Gabriel. Harry: I cut ties with dad's Saudi CBE friend because of 'his motives' //  The Times.   Посетен на 18 септември 2022.
373. ↑  Ward, Victoria. Prince Harry 'did not raise concerns' about billionaire Saudi donor with Clarence House //  The Telegraph.   Посетен на 18 септември 2022.
374. ↑  Delahunty, Stephen. Charity founded by Prince Harry denies any impropriety over Mahfouz Foundation donations //  Third Sector.   Посетен на 18 септември 2022.
375. ↑  John, Elton. Prince Harry //   2018. Посетен на 18 септември 2022.
376. ↑  Petit, Stephanie. Meghan Markle and Prince Harry Named to Time's List of Most Influential People on the Internet //  People.   Посетен на 18 септември 2022.
377. ↑  McLaughlin, Kelly. Prince Harry and Meghan Markle feature on Time's cover as they make its 100 'most influential' people list //  Insider.   Посетен на 18 септември 2022.
378. ↑  Roberto, Melissa. Prince Harry loses battle with UK newspaper over Instagram photo //   Fox News. Посетен на 18 септември 2022.
379. ↑  Prince Harry to sue Mail on Sunday publisher over 'libellous' news article //   7 декември 2020. Посетен на 18 септември 2022.
380. ↑  Prince Harry accepts damages from Mail publishers over 'baseless' article //  BBC News.   1 февруари 2021. Посетен на 18 септември 2022.
381. ↑  Duchess of Sussex apologises to court for biography exchanges //  BBC.   Посетен на 18 септември 2022.
382. ↑  Ambrose, Tom. Meghan admits aide gave biography authors information with her knowledge //  The Guardian.   Посетен на 18 септември 2022.
383. ↑  Meghan Markle Loses Latest Round in Court Battle With Associated Newspapers //  Variety.   29 септември  2020. Посетен на 18 септември 2022.
384. ↑  Meghan Markle to hand over emails, WhatsApp messages in Daily Mail case //  news.com.au.   23 септември 2020. Посетен на 18 септември 2022.
385. ↑  Prince Harry: Duke of Sussex launches libel claim against publisher of the Daily Mail //  Sky News.   Посетен на 18 септември 2022.
386. ↑  Prince Harry launches lawsuit against UK newspaper publisher //  Reuters.   Посетен на 24 February 2022.
387. ↑  Furness, Hannah. Prince Harry claims newspaper inspired 'feeding frenzy of hostile comments' in latest legal action //  The Telegraph.   Посетен на 18 септември 2022.
388. 1 2  Prince Harry wins latest stage in Mail on Sunday High Court libel claim //  BBC.   Посетен на 18 септември 2022.
389. ↑  Prince Harry Death Plot: Ashraf Islam Jailed //  Sky News.   Посетен на 18 септември 2022.
390. ↑  Prince Harry death plot criminal jailed for three years //  The Telegraph.   Посетен на 16 January 2022.
391. ↑  Teenage neo-Nazis jailed over terror offences //  BBC.   Посетен на 18 септември 2021.
392. ↑  Prince Harry accepts damages over Splash News Agency photos //   BBC. Посетен на 18 септември 2022.
393. ↑  Picheta, Rob. Prince Harry accepts 'substantial' damages after helicopter photos forced royal couple from their home //   CNN. Посетен на 18 септември 2022.
394. ↑  Harry sues Sun and Mirror's owners in phone-hacking claim //   BBC. Посетен на 18 септември 2022.
395. ↑  Phone-hacking trial: Kate Middleton 'hacked 155 times' //  BBC.   Посетен на 18 септември 2022. He also hacked Prince William 35 times and Prince Harry on nine occasions.
396. ↑  Royston, Jack. Prince Harry Lawyers Say Tabloid Planned to Exploit Father With Cocaine Claim //  Newsweek.   Посетен на 18 септември 2022.
397. ↑  Quinn, Ben. Harry and Meghan legal warning latest twist in royal paparazzi feud //   Посетен на 18 септември 2022.
398. ↑  Prince Harry: we had 'no other option' than to stand down as royals //  The Guardian.
399. ↑  Meghan settles case over Archie photos with Splash UK agency //   BBC News. Посетен на 18 септември 2022.
400. ↑  Gold, Hadas. Meghan and Harry tell four British tabloids they can expect 'zero engagement' //  CNN.   Посетен на 18 септември 2022.
401. ↑  Harry and Meghan: News agency apology over 'drone photos' of son //  BBC News.   8 октомври 2020. Посетен на 18 септември 2022.
402. ↑  Nikkah, Roya. Harry and Meghan's Netflix deal scuppers Invictus bash //  The Times.   6 September 2020. Посетен на 18 септември 2022.
403. ↑  Whitworth, Damian. Archewell's $50,000 slow start, and the truth about celebrity fundraising //  The Times.   Посетен на 18 септември 2022. This article is the subject of a legal complaint by the Duke and Duchess of Sussex.
404. ↑  Harry and Meghan reject claim Queen not consulted on Lilibet name //  The Guardian.   Посетен на 18 септември 2022.
405. ↑  Meghan Markle & Prince Harry Bristle At "False & Defamatory" BBC Report On Daughter Lilibet's Name //  Deadline.   Посетен на 18 септември 2022.
406. ↑  What's in a name? An angry spat between Harry, Meghan and the BBC //  Reuters.   Посетен на 18 септември 2022.
407. ↑  Tominey, Camilla. Palace frustration over Lilibet name choice is part of wider annoyance over Sussexes' departure //  The Telegraph.   9 юни 2021. Посетен на 18 септември 2022.
408. ↑  Lee, Joseph. Prince Harry in legal fight to pay for UK police protection //  BBC.   Посетен на 18 септември 2022.
409. ↑  Davies, Caroline. UK too dangerous for us to visit, says Prince Harry //  The Guardian.   Посетен на 18 септември 2022.
410. ↑  Casciani, Dominic. Prince Harry says UK still his home as he bids for police security on visits //  BBC.   Посетен на 18 септември 2022.
411. ↑  Quinn, Ben. Prince Harry 'does not feel safe in UK', lawyers tell high court //  The Guardian.   Посетен на 18 септември 2022.
412. 1 2  Therrien, Alex. Prince Harry: Parts of legal case to be kept secret, court says //  BBC.   Посетен на 18 септември 2022.
413. ↑  Bowden, George. Prince Harry wins bid to challenge security decisions //  BBC.   Посетен на 22 July 2022.
414. ↑  Low, Valentine. Prince Harry sues UK government again over reduced security team //  The Times.   Посетен на 18 септември 2022.
415. ↑  Royston, Jack. Harry Files New Lawsuit Against U.K. Government in Sign Tensions Remain //  Newsweek.   Посетен на 18 септември 2022.
416. ↑  Prince Harry and Meghan Markle Are Reportedly "Furious" That Children Archie and Lilibet Won't Get HRH Status //  MSN.   16 септември 2022. Посетен на 18 септември 2022.
417. ↑  The Real Reason Prince Harry and Meghan Markle are "Furious" Over Treatment of Their Children, Says Expert //  Yahoo!Life.   16 септември 2022.  Архивиран от оригинала на 2022-09-17. Посетен на 18 септември 2022.
418. ↑  Meghan and Harry Oprah interview: Diana discussed in teaser clips //  BBC News.   1 март 2021. Посетен на 18 септември 2022.
419. ↑  Jones, Zoe Christen. Live Updates: The Harry and Meghan interview with Oprah //   CBS News, 8 март 2021. Посетен на 18 септември 2022.
420. ↑  Petter, Olivia. Prince Charles appears cheerful in pub amid Harry's criticism of royal family //  The Independent.   28 май 2020. Посетен на 18 септември 2022.
421. ↑  Hill, Clara. Prince Harry criticises Charles' parenting and complains royals refused to talk about Diana's death //  The Independent.   21 май 2021. Посетен на 18 септември 2022.
422. ↑  Javed, Saman. What did Harry and Meghan get up to in 2021? //  The Independent.   29 декември 2021. Посетен на 18 септември 2022.
423. ↑  Global reaction to Harry and Meghan interview pours in //  Chicago Sun-Times.   9 март 2021. Посетен на 18 септември 2022.
424. 1 2 3  Cheng, Amy. Meghan, Duchess of Sussex, was target of organized hate campaign on Twitter, report says //  The Washington Post.   27 октомври 2021. Посетен на 18 септември 2022.
425. ↑  Woollacot, Emma. Researchers Uncover 'Coordinated Campaign' Against Harry And Meghan On Twitter //  Forbes.   27 октомври 2021. Посетен на 18 септември 2022.
426. ↑  Mercado, Mia. There Really Is a Coordinated Online Attack on Meghan Markle //  The Cut.   18 януари 2022. Посетен на 18 септември 2022.
427. ↑  Coordinated Hate Campaign Targeting Harry and Meghan, Duke and Duchess of Sussex //  Bot Sentinel.   18 януари 2022. Посетен на 18 септември 2022.
428. ↑  Coughlan, Sean. Harry and Meghan misused in fake investment endorsement //  BBC.   Посетен на 18 септември 2022.
429. ↑  Minard, Jenny. Prince Harry and Ms. Meghan Markle: Announcement of Titles //   19 май 2018. Посетен на 18 септември 2022.
430. ↑  'Just call me Harry', prince tells tourism conference in Edinburgh //  BBC News.   26 February 2020.
431. ↑  A comprehensive guide to the Royal Family's regional titles //  Tatler.   20 май 2021. Посетен на 18 септември 2022.
432. ↑  A Guide to Royal Family Titles, from the Queen's Specific Styling to Prince Harry's Scottish Moniker //  Town & Country.   6 юни 2019. Посетен на 18 септември 2022.
433. ↑  Statement from Her Majesty The Queen //  The Royal Family.   18 януари 2020. Посетен на 18 септември 2022.
434. ↑  Caroline Davies. Harry and Meghan sought a half-in half-out deal, but are 'out' //  The Guardian.   18 януари 2020. Посетен на 18 септември 2022. Though Harry and Meghan still technically retain their HRH styles, they have agreed they will not use them. They have not been stripped of them, unlike Harry's mother Diana, Princess of Wales, following her divorce.
435. ↑  Prince Harry has been made a Knight Commander of the Royal Victorian Order //   4 юни 2015. Посетен на 18 септември 2022.
436. ↑  Bates, Stephen. Harry falls in at Sandhurst //  The Guardian.   9 май 2005. Посетен на 18 септември 2022.
437. ↑  "No. 57994". The London Gazette (Supplement). 30 May 2006. с. 7375
438. ↑  "No. 62328". The London Gazette (Supplement). 19 June 2018. p. 10858.
439. ↑  "No. 62328". The London Gazette (Supplement). 19 June 2018. p. 10856.
440. ↑  "No. 62328". The London Gazette (Supplement). 19 June 2018. p. 10862.
441. 1 2 3  Prince Harry given Platinum Jubilee medal despite stepping back from royal duties //  The Telegraph.   3 юни 2022. Посетен на 18 септември 2022.
442. ↑  https://www.telegraph.co.uk/news/uknews/theroyalfamily/1929243/Prince-Harry-receives-Afghan-medal.html#:~:text=Prince%20Harry%20receives%20Afghan%20medal //  The Telegraph.   5 май 2008. Посетен на 18 септември 2022.
443. ↑  BBC. Prince Harry knighted for service to the Queen //   4 юни 2015. Посетен на 18 септември 2022.
444. ↑  Alcázar, Mariángel (14 юли 2017). "El Rey reconoce que Isabel II ha hecho posible la visita de Estado a Reino Unido". La Vanguardia (in Spanish). Посетен на 18 септември 2022.
445. ↑  Proctor, Charlie. The Queen makes Prince Harry a personal aide-de-camp – Royal Central //  royalcentral.co.uk.   15 октомври 2018. Посетен на 18 септември 2022.
446. ↑  Buckingham Palace statement on The Duke and Duchess of Sussex //   19 февруари 2021. Посетено на 18 септември 2022.
447. ↑  Department of Canadian Heritage. 2009 Official Royal Visit – Ontario (Toronto, Hamilton and Niagara-on-the-Lake, Ottawa, Petawawa) //   Queen's Printer for Canada.  Архивиран от оригинала на 2009-11-05. Посетен на 2022-09-18.
448. ↑  Buckingham Palace statement on The Duke and Duchess of Sussex //   19 февруари 2021. Посетено на 18 септември 2022.
449. ↑  The Prince of Wales – Prince Harry – At Work – Regiments //    Архивиран от оригинала на 17 юни 2008. Посетен на 16 October 2008.
450. ↑  RAF Regiment Association Official Site //   Rafregt.org.uk.  Архивиран от оригинала на 2 февруари 2009.
451. ↑  CENTRAL CHANCERY OF THE ORDERS OF KNIGHTHOOD //  www.thegazette.co.uk.   27 декември 2017. Посетен на 18 септември 2022.
452. ↑  German award recognises Prince Harry's charity work //  BBC News Online.   19 декември 2010. Посетен на 18 септември 2022.
453. ↑  Jung, Helin. Prince Harry Receives Humanitarian Award in D.C. //  People.   7 май 2012. Посетен на 18 септември 2022.
454. ↑  The Royal Canadian Legion names Prince Harry recipient of the 2018 Founders Award //   The Royal Canadian Legion, 7 януари 2019. Посетен на 18 септември 2022.
455. ↑  Watch: Prince Harry presented with Badge in Gold, RSA's highest honour //   1 News, 28 октомври 2018. Посетен на 18 септември 2022.
456. ↑  McKee, Brianna. Prince Harry and Meghan Markle win award for saving the planet two kids at a time //  Sky News Australia.   13 юли 2021. Посетен на 18 септември 2022.
457. ↑  Bernabe, Angeline Jane. Prince Harry, Meghan to receive NAACP President's Award //  ABC News.   24 февруари 2022. Посетен на 18 септември 2022.
458. 1 2  The Coat of Arms of HRH Prince William of Wales //   15 март 2002. Посетен на 18 септември 2022.
459. ↑  Coat of Arms //    Архивиран от оригинала на 24 март 2016. Посетен на 12 април 2016.
460. ↑  Michel Huberty, L'Allemagne dynastique, Volume 7, Giraud, 1994, ISBN 2-901138-07-1, ISBN 978-2-901138-07-5
461. ↑  Huberty, Michel (1994). L'Allemagne dynastique. Volume 7 ("Oldenbourg"). Le Perreux-sur-Marne: Giraud. ISBN 2-901138-07-1, ISBN 978-2-901138-07-5.
462. ↑  Michel Huberty, L'Allemagne dynastique, Volume 7, Giraud, 1994, ISBN 2-901138-07-1, ISBN 978-2-901138-07-5
463. ↑  Williamson, D (1981) "The Ancestry of Lady Diana Spencer". Genealogist's Magazine 20(6): 192–199; 20(8): 281–282
464. ↑  Reitwiesner, William Addams. The Ethnic ancestry of Prince William //   wargs.com.  Архивиран от оригинала на 16 януари 2013. Посетен на 24 December 2012.
465. ↑  Sinha, Kounteya. Hunt on for Prince William's distant cousins in Surat //  The Times of India.   16 юни 2013.  Архивиран от оригинала на 28 септември 2013. Посетен на 11 август 2013.
466. ↑  A Royal Revelation //   BritainsDNA.  Архивиран от оригинала на 17 юли 2013. Посетен на 11 август 2013.
467. ↑  Brown, David. Revealed: the Indian ancestry of William //  The Times.   14 юни 2013. с. 1.  Архивиран от оригинала на 27 юни 2013. Посетен на 11 август 2013.
468. ↑  Hern, Alex. Are there ethical lapses in the Times' story on William's 'Indian ancestry'? //  New Statesman.   14 юни 2013.  Архивиран от оригинала на 20 август 2013. Посетен на 11 август 2013. Въпреки че Елиза Кюарк наистина е смятана за арменка, не е особено изненадващо, че тя да е имала индийски предци; арменската диаспора е била в Индия от векове по времето на нейното раждане и дори най-островните общности са склонни да изпитват генетично смесване през този период от време.
469. ↑  The Diamond Queen //  BBC.   Посетен на 18 септември 2022.
470. ↑  Prince Harry was 'terrified' by South Pole charity trek //   11 март 2014. Посетен на 18 септември 2022.
471. ↑  The Queen Has a Pillow That Says 'It's Good to Be Queen' – Plus 13 Other Revelations from the Most Intimate Documentary on Her Yet //   28 март 2016. Посетен на 18 септември 2022.
472. ↑  Elizabeth at 90 – A Family Tribute review – so much for one to learn about one’s monarch //   22 април 2016. Посетен на 18 септември 2022.
473. ↑  Prince Harry in Africa (2016) //  BFI.    Архивиран от оригинала на 2017-08-28. Посетен на 18 септември 2022.
474. ↑  Diana, Our Mother: Her Life and Legacy //   2017. Посетен на 18 септември 2022.
475. ↑  Diana, 7 Days //  BBC.   Посетен на 18 септември 2022.
476. ↑  ‘Queen Of The World’ Trailer: Jovial Prince Harry Admits To Royal Jitters In New HBO Documentary //   19 септември 2019. Посетен на 18 септември 2022.
477. ↑  Harry & Meghan: An African Journey | Full Documentary | FFTV //   22 октомври 2019. Посетен на 18 септември 2022.
478. ↑  Rising Phoenix: Prince Harry to appear in Netflix documentary about the Paralympic Games //   13 август 2020. Посетен на 18 септември 2022.
479. ↑  Exclusive: Harry and Meghan agree to Oprah Winfrey interview which could lift lid on departure from Royal Family //   16 февруари 2021. Посетен на 18 септември 2022.
480. ↑  Prince Harry and Oprah Winfrey Unite on ‘The Me You Can’t See’: TV Review //   20 май 2021. Посетен на 18 септември 2022.
481. ↑  Prince Harry & Meghan Markle’s Archewell Productions Scores First Netflix Order With Invictus Docuseries //   6 април 2021. Посетен на 18 септември 2022.